# Fútbol en Argentina

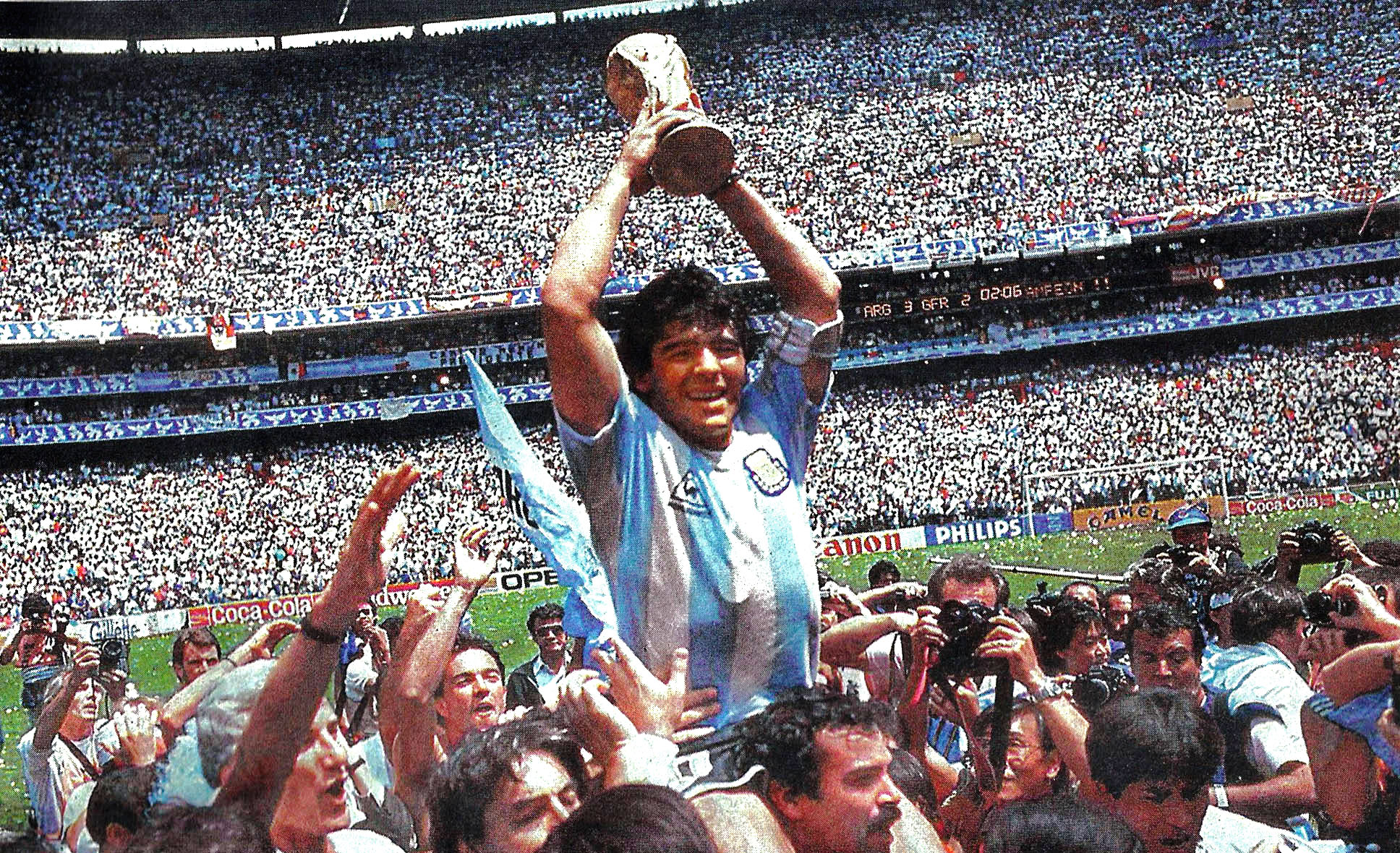
Diego Maradona levantando la Copa Mundial de Fútbol de 1986 en el Estadio Azteca de México.

El fútbol en Argentina es el deporte más popular del país. Es el que tiene más jugadores federados (900 000 en 2019), y el más practicado por la población masculina y femenina en forma recreativa, desde la niñez, en la que alcanza a la casi totalidad, hasta más allá de los sesenta años. Asimismo, nueve de cada diez habitantes declaran ser simpatizantes de algún equipo de fútbol. En el habla popular del país, también se suele utilizar las expresiones «fúbol», «fulbo» o «chuti» (esta última en el noroeste) para designarlo.
También resulta muy común utilizar la expresión «jugar a la pelota», en referencia a la práctica del fútbol. El estilo de juego aplicado tradicionalmente por los futbolistas argentinos es denominado «fútbol de potrero», enmarcado dentro del «fútbol sudamericano», de carácter individual improvisado. El 22 de junio se celebra el Día del Futbolista Argentino, mientras que el 21 de agosto se celebra el Día de las Futbolistas Argentinas.
La Asociación del Fútbol Argentino, fundada en 1893 es la más antigua de sus pares de Sudamérica y la octava del mundo. El fútbol de este país no sólo fue el pionero de América en organizarse, sino que en 1912 se convirtió también en el primero del continente en afiliarse a la FIFA, el ente rector de este deporte a nivel universal.
El torneo de liga, jugado anualmente de manera ininterrumpida desde 1893 —aunque en 1891 ya se había disputado el primer torneo de liga en el país—, es uno de los más antiguos del mundo, detrás de las ligas británica y neerlandesa. La Selección masculina de fútbol de Argentina es uno de los ocho combinados nacionales que obtuvieron la Copa Mundial de Fútbol, habiéndola ganado en Argentina 1978, México 1986 y Catar 2022, además de haber alcanzado el subcampeonato en Uruguay 1930, Italia 1990 y Brasil 2014. Obtuvo también dos medallas olímpicas de oro, en Atenas 2004 y Beijing 2008, y dos medallas de plata, en Ámsterdam 1928 y Atlanta 1996. Obtuvo dieciséis veces la Copa América, en la que salió catorce veces subcampeón; ganó una vez la Copa FIFA Confederaciones en 1992, en la cual obtuvo dos veces el subcampeonato (1995 y 2005). A estos logros hay que adicionar tres títulos Interconfederativos oficiales: el Campeonato Panamericano de Fútbol en 1960 (siendo subcampeón de dicho certamen en 1956), y la Copa de Campeones Conmebol-UEFA (anteriormente llamada Copa Artemio Franchi) en 1993 y 2022 (siendo el seleccionado con más títulos de la competición). A nivel de selecciones mayores es la que más copas oficiales ha ganado, con veintitrés títulos.
A nivel juveniles, obtuvo seis veces la Copa Mundial de Fútbol Sub-20, en la que salió subcampeón en una ocasión, también ganó el Campeonato Sudamericano Sub-20 en cinco oportunidades, el Campeonato Sudamericano Sub-17 en cuatro ediciones, el Campeonato Sudamericano Sub-15 en una ocasión, el Torneo Preolímpico Sudamericano Sub-23 en cinco oportunidades y el torneo de fútbol en los Juegos Sudamericanos en dos ocasiones. También lidera el torneo de fútbol en los Juegos Panamericanos, con siete medallas de oro y dos de plata.
Los clubes del fútbol argentino son los que han logrado mayor cantidad de títulos internacionales en el mundo (77), siendo los que más veces obtuvieron la Copa Intercontinental (9) y la Copa Libertadores (25). Sumando los éxitos deportivos de las selecciones nacionales (55) y los logros oficiales de los clubes a nivel internacional, el fútbol argentino masculino es, con 132 torneos oficiales, uno de los más laureados del mundo.
En fútbol femenino, la AFA organiza la Primera División Femenina desde 1991 y es una actividad profesional desde el 16 de marzo de 2019. La Selección femenina de fútbol de Argentina obtuvo sus mejores resultados al coronarse Campeón en el Campeonato Sudamericano Femenino de 2006, y obtener el cuarto lugar en la Copa Mundial Femenina de Fútbol de 1971.
En la Argentina también se practica de modo muy difundido el futsal. Los logros más importantes de la Selección Argentina de Futsal son: en la AMF, dos Campeonatos Mundiales en 1994 y 2019 y el subcampeonato en 2007, y en la categoría C-20, el Campeonato Mundial de 2014 y el subcampeonato en 2018; en la FIFA, la obtención de la Copa Mundial de Futsal 2016, los subcampeonatos de 2021 y 2024, el cuarto lugar en el 2004, la Copa Confederaciones de Futsal de 2014 y tres Campeonatos de la Copa América de Futsal en 2003, 2015 y 2022. En categoría femenina obtuvo los subcampeonatos de la Copa América Femenina de Futsal en 2011 y 2019 y el subcampeonato en el Campeonato Mundial Femenino de Futsal de la AMF de 2017.
Dentro de la variedad del futsal, Argentina se destaca en la modalidad de fútbol para no videntes. La selección nacional masculina, llamada Los Murciélagos, ha obtenido dos veces el Campeonato Mundial (2002 y 2006), tres veces la Copa América (1999, 2005 y 2017), la Medalla de Oro en los Juegos Mundiales para Ciegos de Seúl 2015, dos veces la Medalla de Plata en los Juegos Paralímpicos de 2004 y Juegos Paralímpicos de 2020, y dos veces la Medalla de Bronce en los Juegos Paralímpicos de 2008 y Juegos Paralímpicos de 2016. La selección nacional femenina, llamada Las Murciélagas, se consagró campeona mundial en el Primer Campeonato Mundial de Futbol para Ciegas realizado en los Juegos Mundiales IBSA 2023.
Finalmente, en el país se practica también el fútbol de playa. Argentina fue una de las cuatro participantes, con Brasil, Estados Unidos e Italia, que organizaron la primera competencia internacional en Miami en 1993. Participó en todos los Campeonatos Mundiales no oficiales organizados desde 1995, obteniendo su mejor posición en 2001, cuando terminó clasificada en el tercer lugar. En el Campeonato de Fútbol Playa de Conmebol ganó el torneo en 2013, obteniendo el subcampeonato en 2008 y en 2011.
Desde el punto de vista de los elementos de juego, en Argentina se inventó en 1931, en la ciudad de Bell Ville, Provincia de Córdoba, la pelota de fútbol moderna, sin tiento, conocida originalmente con el nombre de superball.

## Historia

### Los inicios

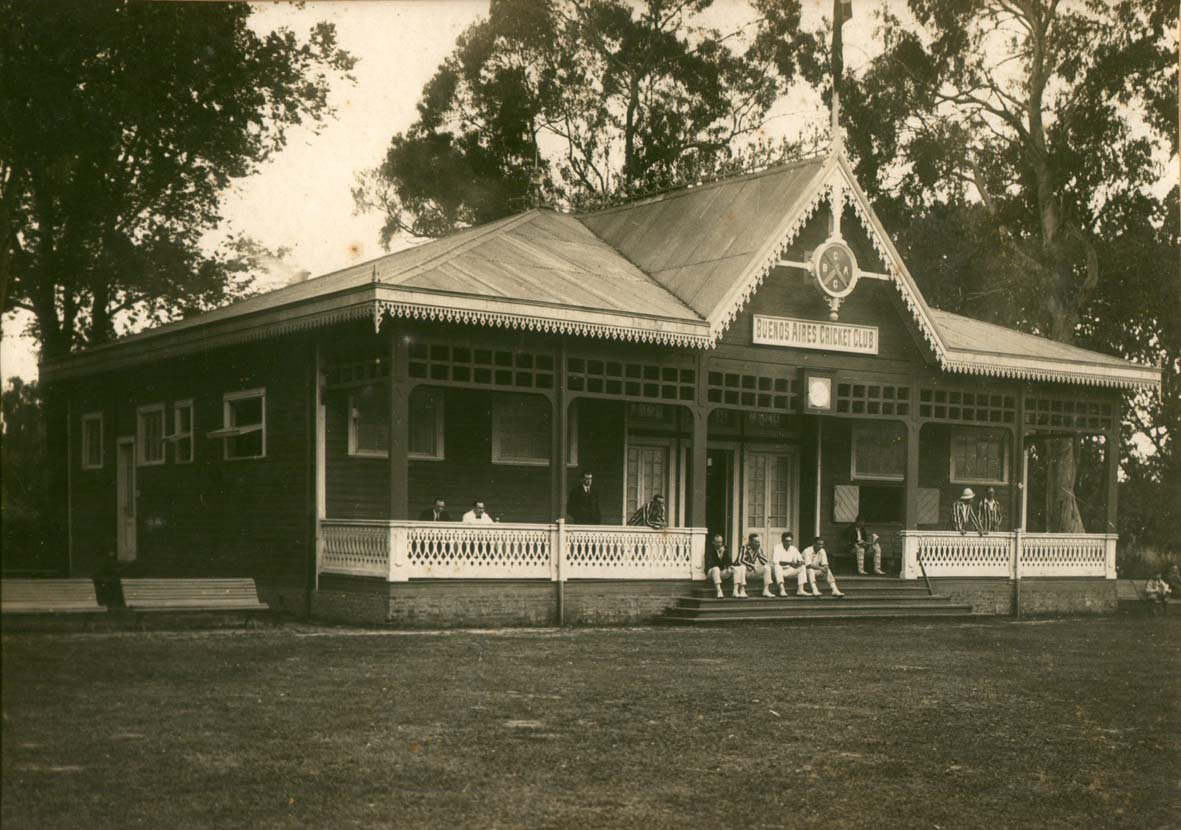
El primer partido de fútbol en la Argentina se jugó en el campo del Buenos Aires Cricket Club el 20 de junio de 1867, donde hoy se encuentra el Planetario.

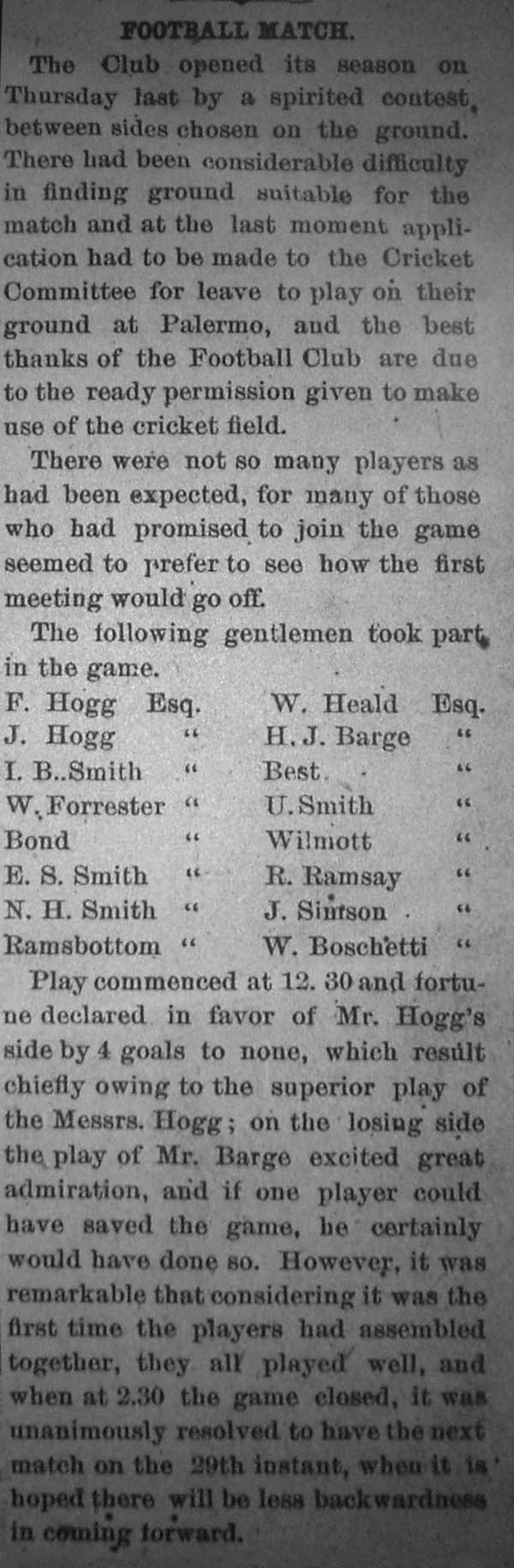
Crónica del diario The Standard de Buenos Aires detallando el primer partido de fútbol disputado en Argentina. 23 de junio de 1867.

El fútbol se radicó en Argentina a mediados del siglo XIX, de la mano de inmigrantes británicos que llegaban a establecerse en el país, principalmente por la construcción del ferrocarril.
En mayo de 1867, los hermanos Thomas y James Hogg invitaron, a través de un aviso en el diario The Standard, a una reunión para intentar propulsar la práctica del fútbol. El 9 de mayo se fundó el Buenos Aires Football Club, y se organizó el primer partido, disputado el 20 de junio entre blancos y colorados. El partido fue convocado por el Buenos Aires Cricket Club, a iniciativa de los hermanos Thomas y James Hogg, que enfrentó al Buenos Aires Football Club, fundado para la ocasión unos días antes, el primer club de fútbol argentino. El encuentro se jugó en los bosques de Palermo, en el lugar donde hoy se encuentra el Planetario de Buenos Aires, apenas cuatro años después de que se jugara el primer partido de fútbol moderno en el mundo, según las reglas de 1863. Desde entonces y durante varias décadas el fútbol se practicó en los clubes y escuelas fundados por los inmigrantes británicos. Este primer partido se jugó desde la 12:30 hasta las 14:30, y solo contó con ocho jugadores por equipo. Los equipos tenían la siguiente formación (recordada por el diario The Standard):
Equipo Blanco: Thomas Hogg, James Hogg, W. Forrester, T.B. Smith, J.W. Bond, E.S. Smith, J. Rabsbottom y N.B. Smith.
Equipo Colorado: William Heald, T.R. Best, U. Smith, H.J. Barge, H. Willmont, R.M. Ramsay, J. Simpson y W. Boschetti.
Pero el fútbol no era todavía una disciplina popular, ya que solía jugarse generalmente en clubes ingleses. En 1869, el inglés Isaac Newell llegó a la ciudad de Rosario, trayendo entre sus pertenencias una pelota de fútbol y un reglamento. En 1884 fundó el Colegio Comercial Anglicano Argentino, y sus estudiantes comenzaron a practicar el deporte de "los ingleses locos". Si bien Alejandro Watson Hutton (un inmigrante proveniente de Escocia que llegó al país en 1882) es considerado el padre del fútbol argentino, dicha paternidad podría ser discutible, dado que los historiadores que le atribuyeron ese rótulo al escocés posiblemente desestimaron los acontecimientos sucedidos fuera de los límites de Buenos Aires.
Watson Hutton llegó para hacerse cargo del Colegio Saint Andrew's. Allí desarrolló la práctica del fútbol hasta que problemas con las autoridades de la institución causaron su alejamiento para fundar la English High School, que sería la base de Alumni, una institución que ganó diez torneos amateur (incluyendo el ganado por English High School) hasta que se disolvió en 1912.
El fútbol también se jugaba en lugares con fuerte presencia de ciudadanos ingleses, como las empresas ferroviarias. Es en ese contexto que en 1886 comienza la práctica del fútbol en los talleres ferroviarios de Junín. Los jugadores pertenecían a la numerosa colectividad británica que se había radicado en la ciudad. El 23 de diciembre de 1892 fundan el Club Atlético Buenos Aires al Pacífico, nombre de la empresa ferroviaria. Además del fútbol, este grupo fue iniciador de otros deportes como el críquet, boxeo, golf, hockey y baloncesto. El club aún existe con el mismo nombre, y juega en la Liga Deportiva del Oeste, asociación de fútbol amateur de Junín.
El 2 de mayo de 1875 se funda el Club Mercedes, el más antiguo de los que actualmente están afiliados a la AFA, aunque esta version se encuentra en discusión ya que dicho club se funda en 1935 a partir de la fusión entre el Club Social Mercedes (1875) y el Club Deportivo Mercedes (1922). El 3 de junio de 1887 se funda el Club de Gimnasia y Esgrima La Plata, dedicado inicialmente a los deportes incluidos en su nombre, que incluyó la práctica de fútbol en 1893. El Quilmes Rovers Club se funda el 27 de noviembre de 1887. Aunque no está claro que se trate del mismo que actualmente se denomina Quilmes Atlético Club, participa en los torneos de la AFA, siendo considerado oficialmente como el decano del fútbol argentino. El 24 de diciembre de 1889 se funda el Central Argentine Railway Athletic en la ciudad de Rosario, que actualmente compite en los torneos de la AFA con el nombre de Rosario Central. El 3 de julio de 1892 se funda el Lobos Athletic Club en la estancia "La Morada", cerca del pueblo de Lobos. El 21 de enero de 1896 se funda el Club Atlético Banfield, en 1898 el Club Atlético Estudiantes de Buenos Aires y en 1899 el Club Atlético Argentino de Quilmes.
En 1891 se creó la primera asociación de fútbol en Argentina, The Argentine Association Football League. La misma tuvo una existencia fugaz, pero organizó el primer campeonato oficial, en el que compartieron el primer puesto los equipos de Old Caledonians y Saint Andrew's. Dos años después, el 21 de febrero de 1893, Hutton fundó la liga definitiva, The Argentine Association Football League (homónima de la asociación fundada en 1891), que con sucesivos cambios de nombre adoptaría finalmente la denominación de Asociación del Fútbol Argentino, la octava asociación de fútbol en crearse en el mundo.
Al mismo tiempo, en otras ciudades del interior del país se desarrollaron las ligas locales.

### Fechas de fundación de algunos de los principales clubes
La práctica organizada del fútbol en la Argentina es de las más antiguas y de mayor tradición del mundo; es así que la gran mayoría de los clubes que compiten en los torneos de todas las divisiones superan largamente el siglo de vida.
Las fechas de fundación de los clubes más importantes del fútbol de Argentina que superan los 100 años de vida y que perduran hasta el presente son:
| Clubes |
| - Club Mercedes: 12 de mayo de 1875* - Club de Gimnasia y Esgrima La Plata: 3 de junio de 1887* - Quilmes Atlético Club: 27 de noviembre de 1887 - Club Atlético Rosario Central: 24 de diciembre de 1889 - Lobos Athletic Club: 3 de julio de 1892 - Club Atlético Buenos Aires al Pacífico: 23 de diciembre de 1892 - Club Atlético Banfield: 21 de enero de 1896 - Club Atlético Pacífico: 1 de noviembre de 1896 - Club Atlético Victoria (Concordia, Entre Ríos): 22 de junio de 1897 - Club Atlético Estudiantes (Caseros, Buenos Aires): 15 de agosto de 1898 - Club Atlético Argentino de Quilmes: 1 de diciembre de 1899 - Club Atlético Concepción (Concepción de la Sierra, Misiones): 17 de agosto de 1900 - Club Atlético Libertad (Salta): 12 de marzo de 1901 - Club Atlético River Plate: 25 de mayo de 1901 - Club Atlético Tigre: 3 de agosto de 1902 - Club Atlético Tucumán: 27 de septiembre de 1902 - Club de Gimnasia y Tiro (Salta): 29 de noviembre de 1902 - Racing Club: 25 de marzo de 1903 - Club Ferrocarril Roca (Las Flores, Buenos Aires): 30 de agosto de 1903 - Club Atlético Newell's Old Boys: 3 de noviembre de 1903 - Club Atlético San Telmo: 5 de marzo de 1904 - Club Atlético Barracas Central: 5 de abril de 1904 - Club Liebig (Entre Ríos): 5 de julio de 1904 - Club Atlético 9 de Julio (Rafaela, Santa Fe): 9 de julio de 1904 - Club Ferro Carril Oeste: 28 de julio de 1904 - Asociación Atlética Argentinos Juniors: 15 de agosto de 1904 - Club Atlético Uruguay: 1 de septiembre de 1904 - Club Atlético Atlanta: 12 de octubre de 1904 - Club Atlético Independiente: 1 de enero de 1905 - Club Atlético Belgrano (Córdoba): 19 de marzo de 1905 - Club Atlético Tiro Federal Argentino: 29 de marzo de 1905 - Club Atlético Boca Juniors: 3 de abril de 1905 - Club Atlético Baradero: 3 de abril de 1905 - Club Everton: 9 de abril de 1905 - Club Atlético Colón (Santa Fe): 5 de mayo de 1905 - Club Atlético Platense: 25 de mayo de 1905 - Club Atlético de la Juventud Alianza: 14 de junio de 1905 - Club Estudiantes de La Plata: 4 de agosto de 1905 - Club Atlético Chacarita Juniors: 1 de mayo de 1906 - Club Atlético Defensores de Belgrano: 25 de mayo de 1906 - Club Atlético Talleres (Remedios de Escalada, Buenos Aires): 1 de junio de 1906 - Club Atlético Argentino (Marcos Juárez, Córdoba): 9 de julio de 1906 - Club Atlético Argentino (Merlo, Buenos Aires): 30 de agosto de 1906 - Club Atlético Central Córdoba (Rosario): 20 de octubre de 1906 - Asociación Mutual Social y Deportiva Atlético de Rafaela: 13 de enero de 1907 - Club Atlético Mitre (Santiago del Estero): 2 de abril de 1907 - Club Atlético Universitario (Córdoba): 8 de abril de 1907 - Club Atlético Unión (Santa Fe): 15 de abril de 1907 - Club Social y Deportivo Juventud Unida (Gualeguaychú, Entre Ríos): 1 de mayo de 1907 - Club Atlético Paraná: 16 de junio de 1907 - Club Atlético San Martín (San Juan): 27 de septiembre de 1907 - Club Atlético Colegiales (Munro, Buenos Aires): 1 de abril de 1908 - Club Atlético San Lorenzo de Almagro: 1 de abril de 1908 - Club Atlético Gimnasia y Esgrima (Mendoza): 30 de agosto de 1908 - Club Atlético Liniers: 8 de octubre de 1908 - Club Atlético Argentino Peñarol: 12 de octubre de 1908 - Club Atlético Huracán: 1 de noviembre de 1908 - Club Atlético Libertad (Corrientes): 10 de marzo de 1909 - Club Atlético Sarmiento (La Banda, Santiago del Estero): 16 de abril de 1909 - Club Atlético San Martín (Tucumán): 2 de noviembre de 1909 - Club Atlético Concepción (Banda del Río Salí, Tucumán): 27 de diciembre de 1909 - Club Atlético Vélez Sarsfield: 1 de enero de 1910 - Club Atlético Excursionistas: 1 de febrero de 1910 - Viamonte Fútbol Club: 4 de mayo de 1910 - Club Deportivo Libertad: 25 de mayo de 1910 - Club Atlético Sarmiento (Resistencia): 24 de septiembre de 1910 - Club Olimpo: 15 de octubre de 1910 - Cañuelas Fútbol Club: 1 de enero de 1911 - Club Almagro: 6 de enero de 1911 - Club Atlético Sarmiento (Junín, Buenos Aires): 1 de abril de 1911 - Club Atlético Belgrano (Paraná, Entre Ríos): 10 de junio de 1911 - Club Atlético Nueva Chicago: 1 de julio de 1911 - Club Sportivo Patria: 14 de octubre de 1911 - Club Atlético Central Norte (Tucumán): 29 de noviembre de 1911 - Club Atlético Argentino (Rosario): 15 de enero de 1912 - Club Atlético Palmira: 31 de enero de 1912 - Club Atlético Ituzaingó: 1 de abril de 1912 - Club Atlético Estudiantes (Olavarría, Buenos Aires): 12 de abril de 1912 - Club Colón de San Justo: 1 de mayo de 1912 - Club Atlético Sarmiento (San Fernando del Valle de Catamarca): 12 de junio de 1912 - Club Atlético San Jorge: 23 de junio de 1912 - Club Almirante Brown : 1 de julio de 1912 - Club Atlético Posadas (Posadas, Misiones): 9 de septiembre de 1912 - Asociación Atlética Estudiantes (Río Cuarto, Córdoba): 21 de septiembre de 1912 - Club Atlético Temperley: 1 de noviembre de 1912 - Club Atlético Benjamín Matienzo (Villa de Soto, Córdoba): 12 de noviembre de 1912 - Club Jorge Newbery (Junín): 13 de enero de 1913 - Club Sportivo Independiente Rivadavia: 24 de enero de 1913 - Club Atlético All Boys (Buenos Aires): 15 de marzo de 1913 - Club Atlético Aldosivi: 29 de marzo de 1913 - Club Atlético Chaco For Ever: 27 de julio de 1913 - Club Atlético Talleres (Córdoba): 12 de octubre de 1913 - Club Sportivo Barracas: 30 de octubre de 1913 - Club y Biblioteca Ramón Santamarina: 20 de diciembre de 1913 - Club Atlético Patronato de la Juventud Católica: 1 de febrero de 1914 - Club Sportivo Belgrano (San Francisco, Córdoba): 15 de abril de 1914 - Club Atlético General Paz Juniors: 27 de abril de 1914 - Club Atlético Sansinena Social y Deportivo: 12 de junio de 1914 - Club Atlético Ferrocarril Midland: 28 de junio de 1914 - Club Atlético Defensores Unidos: 14 de julio de 1914 - Club Atlético Lanús: 3 de enero de 1915 - Club Rivadavia: 22 de marzo de 1915 - Club Atlético Puerto Comercial: 1 de agosto de 1915 - Club El Porvenir: 11 de septiembre de 1915 - Club Atlético Lugano: 18 de noviembre de 1915 - Centro Juventud Antoniana: 12 de enero de 1916 - Club Deportivo Jorge Gibson Brown: 16 de marzo de 1916 - Racing Athletic Club (Olavarría, Buenos Aires): 16 de abril de 1916 - Club Atlético Huracán (Ingeniero White, Buenos Aires): 25 de mayo de 1916 - Andes Foot-Ball Club: 31 de mayo de 1916 - Club Libertad de Bahía Blanca: 9 de julio de 1916 - Club Sportivo y Biblioteca Atenas: 9 de julio de 1916 - Club Atlético Independiente (Trelew, Chubut): 30 de agosto de 1916 - Club Sportivo Dock Sud: 1 de septiembre de 1916 - Club Atlético All Boys (Tucumán): 2 de octubre de 1916 - Club Atlético Los Andes: 1 de enero de 1917 - Club Gimnasia y Esgrima (Concepción del Uruguay, Entre Ríos): 8 de febrero de 1917 - Club Atlético Quiroga: 1 de mayo de 1917 - Club Atlético Resistencia Central: 12 de junio de 1918 - Club Independiente (Tandil, Buenos Aires): 9 de julio de 1918 - Instituto Atlético Central Córdoba: 8 de agosto de 1918 - Club Deportivo y Social Guaymallén: 25 de agosto de 1918 - Club Atlético Douglas Haig: 18 de noviembre de 1918 - Club Sportivo Peñarol (Chimbas, San Juan): 24 de noviembre de 1918 - Club General Belgrano: 28 de abril de 1919 - Club Atlético Central Córdoba (Santiago del Estero): 3 de junio de 1919 - Club Sportivo Desamparados: 10 de septiembre de 1919 - Club Sportivo Estudiantes (San Luis): 20 de junio de 1920 - Club Sol de Mayo: 2 de agosto de 1920 - Racing Club (Trelew, Chubut): 27 de octubre de 1920 - Club Atlético Juventud Unida Universitario: 8 de noviembre de 1920 - Club Atlético Independiente (Neuquén): 27 de febrero de 1921 - Club Atlético Central Norte (Salta): 21 de marzo de 1921 - Club Sportivo Guzmán: 15 de abril de 1921 - Club Deportivo Godoy Cruz Antonio Tomba: 1 de junio de 1921 - Club Atlético Kimberley: 6 de julio de 1921 - Luján Sport Club: 15 de julio de 1922 |

### La era amateur

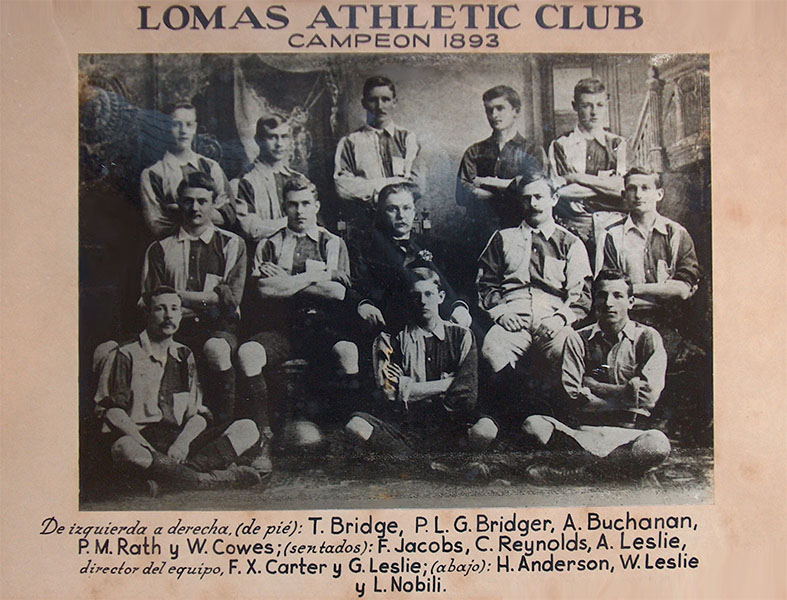
Lomas Athletic, equipo campeón en 1893.

En las primeras dos décadas de existencia de la liga, las competiciones se organizaron básicamente en derredor de las escuelas y clubes de inmigrantes británicos, íntimamente relacionado con las nociones del juego limpio y la caballerosidad deportiva, que constituían el eje de la concepción británica del deporte. En esos años se destacó Alumni, el club de los alumnos del Buenos Aires English High School, fundado por Alejandro Watson Hutton, que obtuvo diez campeonatos antes de disolverse en 1911.

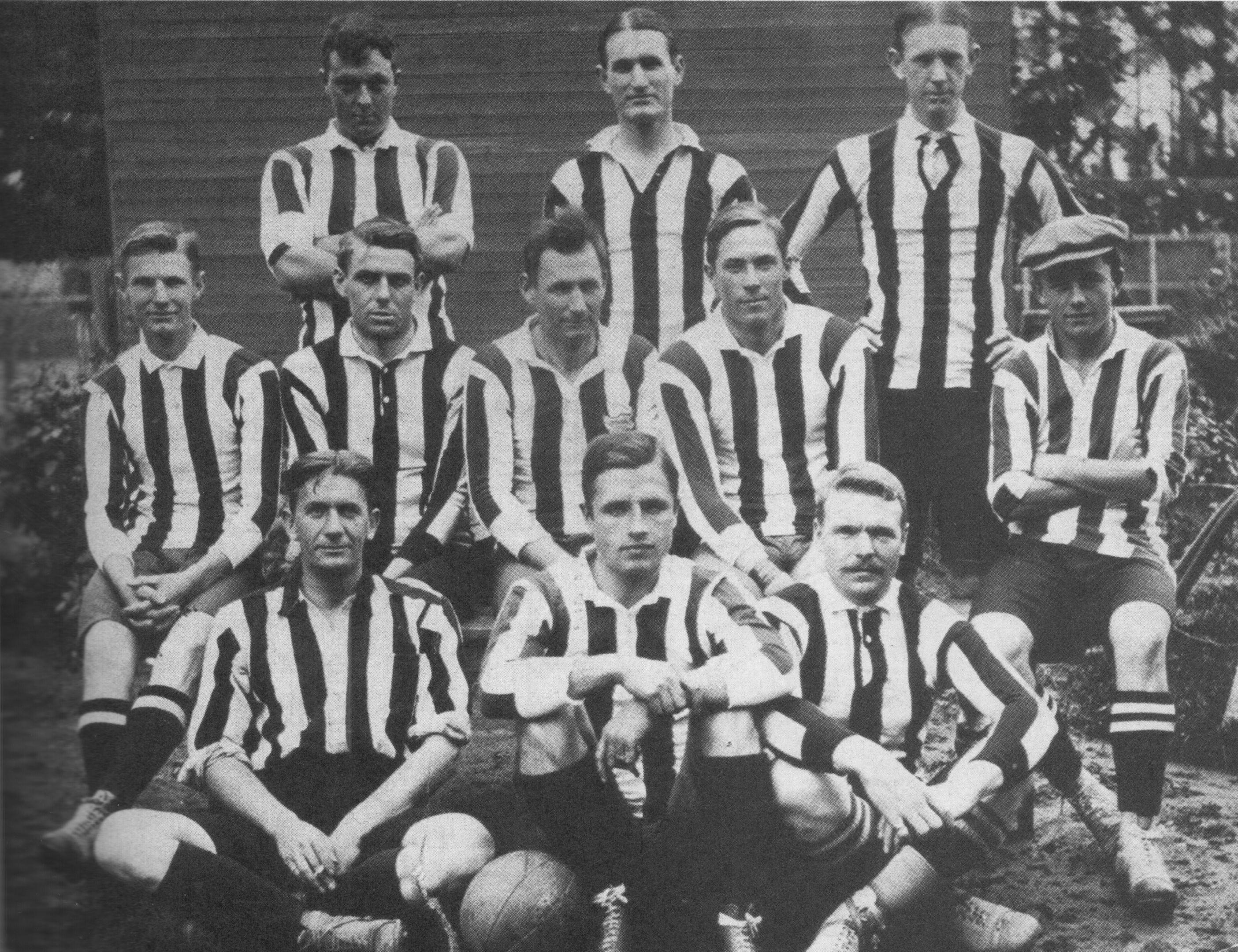
Alumni fue el club más destacado del amateurismo. Fundado por el padre del fútbol argentino, el escocés Alejandro Watson Hutton, participó en trece campeonatos argentinos y ganó 10. En 1911 dejó de competir.

En la primera década del siglo XX comenzó un proceso de popularización del fútbol mediante la creación explosiva de cientos de clubes, que canalizaron el ingreso masivo al deporte de los sectores populares, muchos de ellos trabajadores y descendientes de inmigrantes. La masificación del fútbol en Argentina produjo un paralelo alejamiento del mismo de los clubes vinculados a la comunidad británica y de la clase alta, que se volcaba principalmente al polo, y de la media alta, que lo hacía al rugby o al tenis.
El sociólogo Eric Dunning, experto en el estudio del deporte, señala que la separación entre deportes fue un proceso general, que se repitió en la mayor parte de los países del mundo, de la mano con la reducción de la jornada de trabajo y la consecuente aparición del tiempo libre para sectores de la población.
En ese momento aparecieron muchos de los equipos que habrían de destacarse en el fútbol argentino: Gimnasia y Esgrima La Plata y Quilmes en 1887; Rosario Central en 1889; Banfield en 1896; y Estudiantes (BA) en 1898. Fue recién a partir de principios del siglo XX que se produjo una creación masiva de clubes, superando los 300 entre 1900 y 1910, entre ellos, Argentinos Juniors, Atlanta, Atlético Tucumán, Belgrano de Córdoba, Boca Juniors, Estudiantes de La Plata, Ferro Carril Oeste, Gimnasia y Tiro de Salta, Huracán, Independiente, Newell's Old Boys, Platense, Racing Club, River Plate, San Lorenzo de Almagro, Tigre, San Martín de Tucumán y Vélez Sarsfield. También se crearon en otras ciudades las llamadas ligas de fútbol del interior, como las ligas rosarina (1905), cordobesa (1912), santafesina (1913), tucumana (1919), puntana (1920), salteña (1921), paranaense, santiagueña, entre muchas otras, que más adelante conformarían el Consejo Federal del Fútbol Argentino (CFFA), uno de los órganos de conducción de la AFA.
Durante todo este período y los primeros años del profesionalismo, el campeonato de Liga de la Primera División Argentina estuvo siempre integrado exclusivamente por clubes de la ciudad de Buenos Aires, el conurbano bonaerense y la ciudad de La Plata. Las únicas excepciones fueron los casos de Rosario Athletic en 1894; Lobos Athletic Club, en 1894, 1898 y 1899; y Reformer, de Campana, de 1905 a 1909. Esto se daba porque los equipos del interior del país no estaban afiliados de manera directa a las antecesores de la AFA —igual que en la actualidad—, por ende, competían en los campeonatos oficiales de sus ligas regionales, que sí estaban adheridos al ente rector. Así —por citar algunos ejemplos— durante todo ese tiempo, Newell's Old Boys y Rosario Central disputaban los campeonatos oficiales organizados por la Liga Rosarina; Belgrano, Instituto, Racing y Talleres lo hacían en los torneos oficiales de la Liga Cordobesa; mientras que Colón y Unión participaban en los certámenes desarrollados por la Liga Santafesina, y así sucesivamente según su afiliación.
Además de la liga, el ente rector durante esos años, se organizaron varios concursos con el formato de copa. A dichas competencias eran invitados permanentemente los clubes de la Liga Rosarina de Fútbol dado que, por el nivel de sus jugadores y su importante infraestructura, sus equipos tenían un poderío similar a los de la liga porteña —considerada de carácter nacional—. Así, durante todo el amateurismo, los conjuntos de la ciudad de Rosario pudieron medirse con los equipos de la ciudad de Buenos Aires y el conurbano bonaerense e incluso ganar varias ediciones de dichos trofeos.
Durante las primeras tres décadas del siglo XX se mantuvo un sordo conflicto entre los partidarios del amateurismo y los del profesionalismo: en general los futbolistas y una minoría de dirigentes sostenían la necesidad de organizar una liga de fútbol profesional, pero la mayoría de los clubes y sus autoridades se oponían, con la evidente intención de retener la totalidad de las ganancias obtenidas en los espectáculos. Este y otros conflictos, derivados del manejo de esas ganancias, y disputas de poder con trasfondo en la política, llevaron, en tres oportunidades, a la creación de ligas paralelas. Fueron creadas la Federación Argentina de Football (que estuvo vigente entre el 14 de junio de 1912 y el 23 de diciembre de 1914), la Asociación Amateurs de Football (del 22 de septiembre de 1919 al 28 de noviembre de 1926) y finalmente la Liga Argentina de Football (desde el 18 de mayo de 1931 hasta el 3 de noviembre de 1934), que fundó la rama profesional del deporte en el país.
Es por ello que durante las décadas del 10 y del 20 predominó el llamado "amateurismo marrón", por el cual los clubes abonaban sumas de dinero a sus jugadores de manera informal y antirreglamentaria. Paralelamente, la práctica masiva se canalizó de modo casi exclusivo a través del llamado "fútbol de potrero", sin institucionalidad ni supervisión alguna, porque los clubes nunca organizaron la práctica recreativa del fútbol de la población, como tampoco lo hizo el sistema escolar. Este hecho sería decisivo para la creación de un estilo propio y original, denominado "criollo" o "rioplatense", y que sería percibido como opuesto al estilo "inglés". Retirado Alumni de la liga, se destacó especialmente Racing, que obtuvo siete campeonatos consecutivos (1913 a 1919), único caso del fútbol argentino.
En el ámbito internacional, los clubes disputaban de manera regular con sus pares uruguayos una serie de campeonatos que son considerados antecesores de los torneos internacionales. Además, en 1925, Boca Juniors realizó la primera gira de un equipo argentino por Europa, ganando 15 de los 18 partidos jugados, entre ellos al Real Madrid y al Atlético de Madrid, así como al combinado de Francia, recibiendo por ello la Copa de Honor de la AFA.
Por su parte, la Asociación Argentina de Football se asoció a la FIFA en 1912 y fue miembro fundador de la Confederación Sudamericana de Fútbol (Conmebol) en 1916. El primer partido oficial de una selección de fútbol de Argentina fue el 20 de julio de 1902 contra Uruguay, triunfando Argentina 6-0. La primera copa fue la Copa Lipton (Argentina-Uruguay) de 1905 y el primer torneo ganado fue la Copa Centenario de la Revolución de mayo de 1910, disputado entre Argentina, Chile y Uruguay. El primer torneo mayor obtenido fue la Copa América de 1921, la primera de las 16 que obtuvo.
En 1928, en su primera participación olímpica, Argentina obtuvo la Medalla de Plata, perdiendo 1-2 en un partido de desempate ante Uruguay, que se consagró bicampeón. En ese torneo Argentina goleó a Estados Unidos 11-2, el quinto partido con más goles de la historia olímpica. A su vez, en 1930 Argentina salió subcampeón de la primera edición de la Copa Mundial, detrás de Uruguay, país organizador.

### El profesionalismo

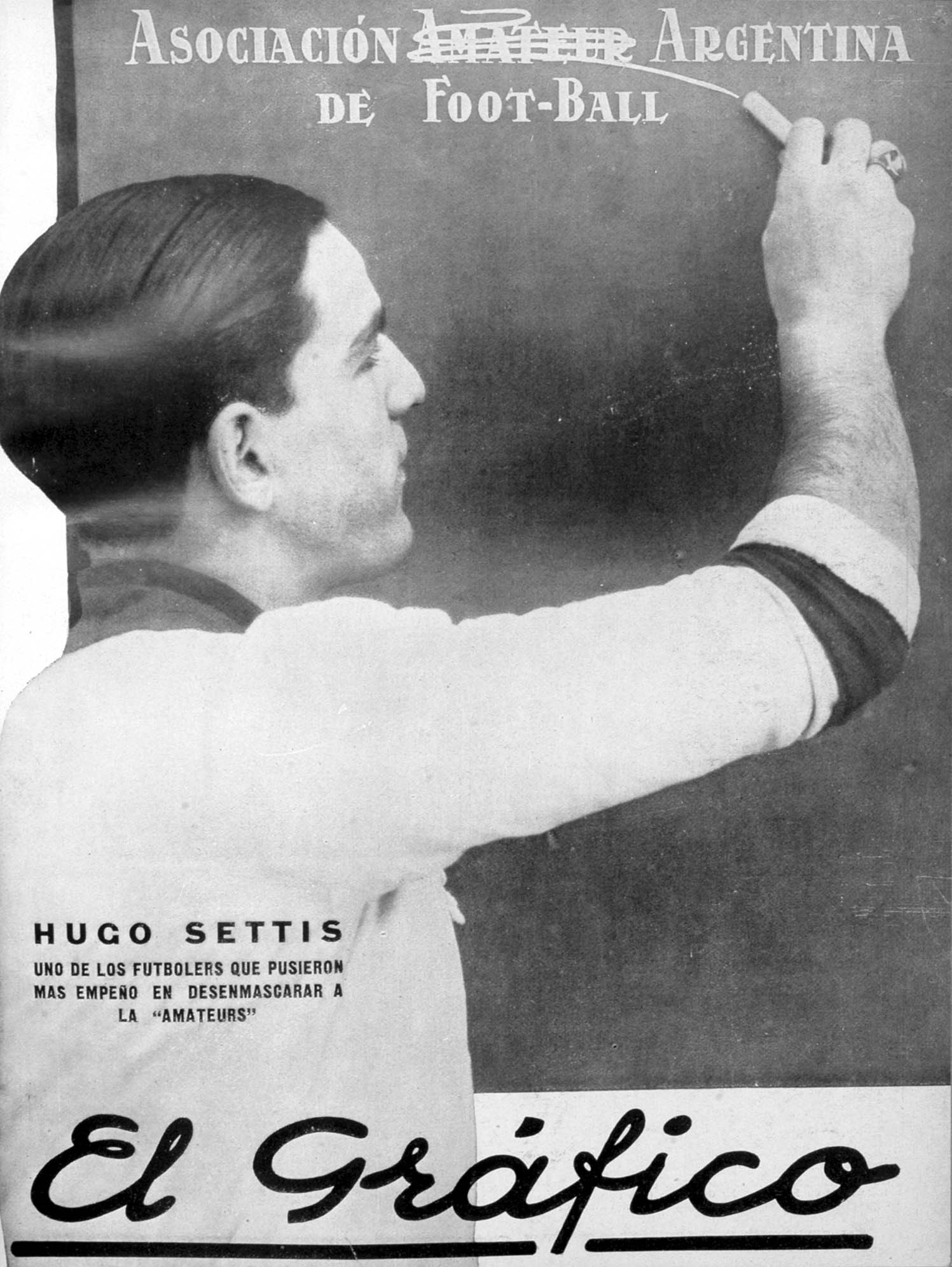
El futbolista Hugo Settis tacha la palabra «amateur» del nombre de la Asociación Amateur Argentina de Football en la tapa de El Gráfico en 1931.

En 1931, tras un largo proceso que culminó con una huelga de futbolistas, se produjo una fractura, y el 18 de mayo de ese año, 18 clubes, entre ellos los de mayor convocatoria, decidieron retirarse de esa asociación, que era la entidad oficial, y formaron la Liga Argentina de Football, entidad disidente de la FIFA, dando comienzo al profesionalismo. Dicha liga convivió cuatro años con los torneos organizados por la asociación, que seguían siendo amateurs, y que a pesar de ser "oficiales", estaban devaluados. Lo mismo ocurrió en las ligas de Rosario y Santa Fe.
El mal desempeño del seleccionado en el Mundial de 1934, al que se concurrió con jugadores de segundo orden, dado que los mejores disputaban los torneos organizados por las ligas disidentes, sumado a la poca convocatoria que tenían los torneos que organizaba la asociación, provocó que el 3 de noviembre de 1934 se fusionaran ambas entidades, dando forma definitiva a la AFA. Con la unión se estableció que los conjuntos que participaban en los campeonatos de la otrora disidente liga disputasen los concursos de primera división y que los equipos de la asociación compitiesen en las ligas inferiores. A su vez se convalidaron retroactivamente como oficiales los torneos que había organizado la Liga Argentina entre 1931 y 1934.

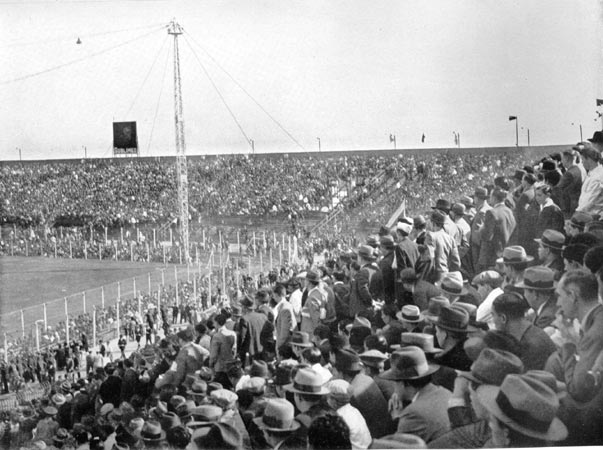
Público durante un partido de fútbol en 1936.

Pese a que los torneos organizados por la AFA eran considerados de carácter nacional, solamente competían los equipos de la ciudad de Buenos Aires, el conurbano bonaerense y dos de la ciudad de La Plata, como en la era anterior. Esto hizo que clubes de otras regiones desearan disputar dichos campeonatos, especialmente los de las provincias de Buenos Aires y Santa Fe. Y aunque, como en el amateurismo, a los equipos de Rosario se les permitió competir en las copas nacionales oficiales organizadas por la AFA y sus antecesoras, fue recién a partir de 1939 que, con la incorporación a la primera división de Newell's y Rosario Central, se fueron sumando de manera lenta y progresiva a las distintas categorías de ascenso equipos de las provincias de Buenos Aires y Santa Fe, pero esto no llegó a generalizarse al resto del país.
En 1966, el interventor de AFA, Valentín Suárez, determinó un cambio en la organización de los torneos, el cual estaba destinado a permitir que los equipos del interior del país compitieran en un campeonato de primera federal. El campeonato regular, a partir de 1967 denominado "Metropolitano", fue categorizado al mismo nivel que los organizados por las asociaciones y ligas del resto del país, jugándose en la primera parte del año y clasificando equipos, al igual que los demás campeonatos, al "Nacional", estructurado por puntos a una sola rueda, en sus primeras 3 ediciones, y luego como una copa, con grupos e instancias finales.
A partir de entonces, el fútbol se revolucionó, saliendo de cierta apatía que tenía en años anteriores. El cambio se evidenció en que equipos no acostumbrados al éxito pudieron salir campeones, puesto que en las primeras décadas el torneo había estado dominado por los llamados "Cinco grandes" (Boca Juniors, Independiente, Racing, River Plate y San Lorenzo de Almagro), que ganaron todos los torneos hasta 1966, y principalmente Boca Juniors y River Plate, que juntos llegan actualmente a concentrar más del 70% de todos los simpatizantes del país. A partir de ese año el fútbol argentino se hizo más variado, con mayor cantidad de equipos reclamando un lugar entre los más destacados, como Estudiantes de La Plata, Vélez Sarsfield, Newell's Old Boys y Rosario Central, entre otros.
La Resolución 1309, promulgada el 15 de agosto de 1979, permitió una participación limitada en los torneos Metropolitanos, a partir de 1980, a aquellos clubes afiliados indirectamente a la AFA que clasificaran o hubieran clasificado a la ronda final en dos de tres Torneos Nacionales consecutivos. Finalmente, a partir de la temporada 1985/86, se eliminó el Torneo Nacional y se estableció un sistema de ascensos y descensos para que los clubes indirectamente afiliados llegaran a la máxima categoría, a través de la nueva segunda división, volviéndose al torneo anual único pero esta vez en correspondencia con el calendario europeo, es decir en dos semestres de años sucesivos. A partir del torneo 1991/92, las dos ruedas del certamen pasaron a ser torneos independientes y cada uno consagró a su propio campeón, situación que duró hasta el año 2014. A partir de la temporada 2016/17 volvió nuevamente a disputarse un torneo anual con calendario europeo.
En materia de triunfos internacionales, Independiente ganó en 1964 la primera Copa Libertadores de América para el fútbol argentino. Hasta diciembre de 2024, los equipos argentinos son los que más torneos de esta competición han ganado, con 25 títulos.
En 1967, Racing fue el primer equipo argentino en obtener la Copa Intercontinental, certamen en el que los equipos argentinos también poseen la mayor cantidad de triunfos, con 9 trofeos.
En la Copa Mundial de Fútbol, después del subcampeonato de 1930 y luego de la participación en el Mundial de 1934 realizado en Italia, la Selección Argentina se mantuvo apartada de las competencias mundiales hasta 1958, en protesta por la utilización de jugadores argentinos por parte de los seleccionados europeos, como la Selección de Italia, Campeón del Mundo en 1934, que incluyó a cuatro de los mejores futbolistas de la Selección argentina.
En 1945, 1946 y 1947 Argentina obtuvo el tricampeonato en la Copa América, único en la historia de este torneo. En 1957 volvió a obtener la Copa América, goleando en todos los encuentros (8-2 a Colombia, 3-0 a Ecuador, 4-0 a Uruguay, 6-2 a Chile) y derrotando 3-0 a Brasil en la final, con un equipo denominado "los carasucias", considerado entre los mejores de su historia.
En 1978, la Selección Argentina se consagró Campeón del Mundo por primera vez (ganando también el Premio al Juego Limpio), repitiendo el campeonato en 1986 y en 2022. Además, fue finalista en 1930, 1990 y 2014.
En 1979, la Selección Argentina Sub-20 ganó el primer Campeonato Mundial Juvenil Sub-20, obteniendo seis campeonatos mundiales y convirtiéndose, hasta diciembre de 2024, en el máximo ganador de la categoría.
En 2004 ganó la medalla de oro en los Juegos Olímpicos de Atenas, el único título mayor que no había obtenido hasta entonces, logro que repitió en los Juegos Olímpicos de Beijing 2008.
En total (hasta febrero de 2025), a nivel de selecciones mayores y juveniles, los representativos de la Asociación del Fútbol Argentino obtuvieron 55 copas oficiales y los clubes argentinos ganaron 77 copas continentales y mundiales. Sumadas ambas, el fútbol argentino es uno de los más exitosos del mundo.

### Jugadores destacados en su historia
Entre los jugadores argentinos que se han destacado internacionalmente se encuentran Diego Armando Maradona, Lionel Messi, Alfredo Di Stéfano, Ángel Di María, José Manuel Moreno, Omar Sívori, Fernando Redondo, Raimundo Orsi, Claudio Caniggia, Carlos Tévez, Renato Cesarini, Luis Monti, Norberto "Tucho" Méndez, Miguel Brindisi, Sergio Agüero, Adolfo Pedernera, Humberto Maschio, Héctor Yazalde, Osvaldo Ardiles, Daniel Bertoni, Gabriel Batistuta, Roberto Ayala, Jorge Valdano, Mario Kempes, Javier Zanetti, Juan Sebastián Verón, Ángel Labruna, Ariel Ortega, Pablo Aimar, Hernán Crespo, Juan Román Riquelme, Daniel Passarella, Américo Tesoriere, Ubaldo Matildo Fillol, Amadeo Carrizo, Javier Saviola y Diego Simeone.
Algunos de los jugadores argentinos que han sido consagrados como estrellas por el público argentino son Jorge Gibson Brown, Ricardo Bochini, Norberto Alonso, Orestes Omar Corbatta, Herminio Masantonio, René Houseman, Ángel Clemente Rojas, Ernesto Grillo, Guillermo Stábile, Roberto Perfumo, José Sanfilippo, Ariel Ortega, Francisco Varallo, Bernabé Ferreyra, José Omar Pastoriza, Martín Palermo, René Pontoni, Silvio Marzolini, Tomás "Trinche" Carlovich, Claudio Borghi, Sergio Batista, Aldo Pedro Poy, Gerardo Martino, Juan Ramón Verón, Daniel Willington, Omar Palma, Luis Artime, Hugo Gatti y Héctor Guidi, entre muchos otros.
Algunos de los jugadores extranjeros que han sido consagrados como estrellas por el público argentino son los uruguayos Walter Gómez, Severino Varela, Ricardo Pavoni, José Jorge González, Rubén Paz, Enzo Francescoli, Luis Cubilla, Antonio Alzamendi y Rubén Da Silva; los colombianos Teófilo Gutiérrez, Radamel Falcao García, Mario Yepes, Óscar Córdoba, Jorge Bermúdez, Mauricio Serna y Juan Pablo Ángel; los paraguayos Arsenio Erico, José Luis Chilavert, Roberto Cabañas, Matias Rojas, Adolfino Cañete y Celso Ayala; los chilenos Marcelo Salas, Sergio Livingstone, Marcelo Díaz, Eugenio Mena, Gabriel Arias, Alexis Sánchez y Gary Medel; los españoles Isidro Lángara y Ángel Zubieta; el peruano Julio Meléndez Calderón y los brasileños Delém y Paulo Silas, entre otros.

### Pelota moderna
En la ciudad de Bell Ville, en la Provincia de Córdoba, Argentina, además, se inventó la pelota moderna o sin tiento, llamada originalmente superball, un balón de costura invisible y sin pico. Hasta 1930, la pelota con que se jugaba al fútbol representaba un riesgo para los futbolistas, ya que los primitivos balones confeccionados en cuero vacuno o de potro tenían un pico metálico, mediante el que se inflaban, que se replegaba sobre la superficie del esférico, donde era sostenido por un tiento -un cordón confeccionado con el mismo cuero-, lo que significaba una irregularidad que frecuentemente provocaba lesiones en los jugadores.
La idea de este balón fue patentada por Romano Polo, Antonio Tossolini y Juan Valbonesi el 20 de abril de 1931. Este tipo de balón fue utilizado en el Mundial de 1934, organizado en Italia, y desde 1936 como balón oficial de la Asociación del Fútbol Argentino.

## Fútbol de clubes
En Argentina existen aproximadamente entre 250 y 300 clubes, formalmente entidades privadas sin fines de lucro, que participan en siete torneos principales, organizados piramidalmente y regulados por la Asociación del Fútbol Argentino. A ellos hay que sumar más de 3500 clubes que actúan en las más de 250 ligas regionales asociadas a la AFA, que disputan su ingreso a la pirámide clasificatoria nacional. La mayoría de los clubes de fútbol argentinos actuales aparecieron en la primera década del siglo XX.
Los torneos nacionales de fútbol masculino en Argentina abarcan en total cinco categorías. La categoría superior es la Primera División, competición que se ha caracterizado históricamente por tener cierta inestabilidad en relación con su modalidad de disputa. Por debajo de la Primera División y la Primera Nacional, que constituye la segunda categoría del fútbol argentino, los campeonatos se dividen en dos ramas diferenciadas. La primera de ellas, que incluye los torneos de Primera B, Primera C y el Torneo Promocional Amateur, representa la ruta de ascenso-descenso de categoría que recorren los clubes directamente afiliados a la AFA. La segunda rama, que incluye al Torneo Federal A y al Torneo Regional Federal Amateur, representa, por su parte, la ruta de ascenso-descenso de categoría para los clubes indirectamente afiliados a la AFA a través de las Ligas Regionales, las que se nuclean en el Consejo Federal del Fútbol Argentino, órgano interno de la Asociación del Fútbol Argentino.
A fines de la década de 1960 y con la finalidad de federalizar la competencia, los clubes indirectamente afiliados a la AFA fueron integrados en un sistema competitivo nacional. Fue a partir de 1967 que, además del torneo regular renombrado como Campeonato Metropolitano, se organizaron tres concursos: el Campeonato Nacional, el Torneo Regional y el Torneo Promocional (más adelante abandonado). También, en virtud de la Resolución 1309, promulgada el 15 de agosto de 1979, se permitió participar de los torneos regulares de Primera División, a partir de 1980, a los clubes indirectamente afiliados a la AFA que clasificaran a la ronda final en dos de tres ediciones consecutivas del Campeonato Nacional, con carácter retroactivo. Con la creación del Campeonato Nacional B en 1986, los clubes indirectamente afiliados a la AFA, comenzaron a disputar regularmente los campeonatos de la máxima categoría, en una estructura de ascensos y descensos.
Entre los concursos oficiales registrados por la AFA, se destaca el denominado Campeonato Argentino «Copa Dr. Carlos Ibarguren», jugado en veintitrés ocasiones entre 1913 y 1958, que incluía también a algunos clubes y ligas del «interior», aunque de manera no equilibrada ya que la mayor representación provenía de la Liga Rosarina de Fútbol, de la provincia de Santa Fe. Esta copa fue ganada en cinco oportunidades por Racing Club y Boca Juniors, en cuatro por River Plate, en dos por Independiente y Huracán y en una por Rosario Central, Newell's Old Boys, Tiro Federal (Rosario), Liga Mendocina de Fútbol, Liga Cordobesa de Fútbol y Liga Cultural de Santiago del Estero.
Hasta la temporada 2025, contabilizando la totalidad de competiciones de Primera División e interdivisionales organizadas por la AFA, sólo cuatro clubes han logrado títulos oficiales por fuera del eje fundacional del ente rector comprendido por equipos del Área Metropolitana de Buenos Aires (AMBA) y de la provincia de Santa Fe. Ellos son San Martín, de la provincia de Tucumán, ganador de la Copa de la República 1944; Patronato, de la provincia de Entre Ríos, que logró la Copa Argentina 2022; Central Córdoba, de la provincia de Santiago del Estero, que conquistó la Copa Argentina 2024, su primer título oficial de la historia a nivel nacional en Primera División; y Talleres, de la provincia de Córdoba, que en 2025 también obtuvo (su único antecedente era la conquista de la Copa Conmebol 1999) su primer galardón en competiciones oficiales de AFA: la Supercopa Internacional 2023. Pese a que el país tiene 24 jurisdicciones administrativas, los clubes campeones de las competiciones oficiales, tanto nacionales como internacionales, se reparten sólo entre siete de ellas (Ciudad Autónoma de Buenos Aires y las provincias de Buenos Aires, Santa Fe, Tucumán, Córdoba, Entre Ríos y Santiago del Estero) y, hasta 2022, este número abarcaba a sólo cinco jurisdicciones.
Durante la etapa amateur (1891-1934), los torneos de Primera División estuvieron limitados a la participación de clubes de la Ciudad de Buenos Aires, el Gran Buenos Aires y La Plata. Aunque, de manera excepcional, participaron clubes de otras regiones: Rosario Athletic, en 1894; Lobos Athletic, en 1894, 1898 y 1899; y Reformer, de Campana, de 1905 a 1909. En esta etapa, entre las asociaciones oficiales y las disidentes, se disputaron 43 temporadas, con un total de 54 campeonatos, todos ellos reconocidos por la AFA. Se consagraron 19 clubes distintos como campeones, siendo los más exitosos: Alumni (10), Racing (9), Boca Juniors (6), Lomas Athletic (5), Huracán (4), Belgrano Athletic y San Lorenzo de Almagro (3), Estudiantil Porteño, Independiente y Porteño (2), Dock Sud, Estudiantes de La Plata, Gimnasia y Esgrima La Plata, Lomas Academy, Old Caledonians, Quilmes, River Plate, Saint Andrew´s y Sportivo Barracas (1).
Desde que el fútbol se hizo profesional en 1931, y hasta la temporada 2025, se disputaron 96 temporadas, con un total de 140 campeonatos regulares que fueron ganados por 18 clubes: River Plate (37), Boca Juniors (29), Independiente (14), San Lorenzo de Almagro (12), Vélez Sarsfield (11), Racing (9), Newell's Old Boys (6), Estudiantes de La Plata (5), Rosario Central (4), Argentinos Juniors (3), Ferro Carril Oeste y Lanús (2), Arsenal, Banfield, Chacarita Juniors, Huracán, Platense y Quilmes (1).

### Clásicos históricos
En el fútbol argentino hay muchos clásicos y partidos de gran rivalidad, los cuales se pueden dividir en clásicos «históricos» y clásicos «modernos». Se consideran modernos a los clásicos en los que los equipos comenzaron a rivalizar cuando al menos uno de ellos ya rivalizaba anteriormente con otro club con el cual se consideraban mutuamente máximos rivales, por lo que es su clásico original (histórico). En algunos casos toma fuerza la nueva rivalidad al decaer el clásico histórico por falta de enfrentamientos en forma regular (lo cual suele suceder cuando ambos clubes se encuentran muchos años en divisiones diferentes), llegando, con el paso de los años, a ser más fuerte que éste. Además, cualquiera de los partidos disputados entre los denominados cinco grandes también son considerados clásicos pero, con excepción del superclásico y el clásico de Avellaneda (rivalidades originadas antes de que los clubes protagonistas fuesen considerados grandes), históricamente no se han considerado mutuamente como máximos rivales en ninguno de los casos. Cabe destacar que, aún en los clásicos históricos, en la mayoría de los casos las rivalidades no surgieron de forma inmediata sino paulatina, forjándose con el pasar de los enfrentamientos, y que las localidades son citadas en base al lugar donde los clubes poseen actualmente su estadio de fútbol o sede social (en caso de no poseer estadio) ya que, en varios casos, en el pasado los clubes poseían dichas instalaciones en otras localidades. Asimismo, solo se toma la fecha del primer partido oficial entre ambos clubes (es decir que no se tienen en cuenta los partidos amistosos).
- Clásico rosarino (en Rosario): Newell's Old Boys vs. Rosario Central, disputado por primera vez el 18 de junio de 1905.
- Clásico quilmeño (en Quilmes): Argentino de Quilmes vs. Quilmes, disputado por primera vez el 25 de mayo de 1906.
- Clásico de Avellaneda (en Avellaneda): Independiente vs. Racing, disputado por primera vez el 9 de junio de 1907.
- Clásico tucumano (en San Miguel de Tucumán): Atlético Tucumán vs. San Martín, disputado por primera vez el 28 de mayo de 1911.
- Clásico mendocino (en Mendoza): Gimnasia y Esgrima vs. Independiente Rivadavia, disputado por primera vez el 3 de julio de 1913.
- Clásico santafesino (en Santa Fe): Colón vs. Unión, disputado por primera vez el 10 de agosto de 1913.
- Superclásico (en Buenos Aires): Boca Juniors vs. River Plate, disputado por primera vez el 24 de agosto de 1913.
- Clásico cordobés (en Córdoba): Belgrano vs. Talleres, disputado por primera vez el 17 de mayo de 1914.
- Clásico de la zona norte (en Florida y Victoria): Platense vs. Tigre, disputado por primera vez el 19 de septiembre de 1915.
- Clásico entre Huracán y San Lorenzo de Almagro (en Buenos Aires), disputado por primera vez el 24 de octubre de 1915.
- Clásico platense (en La Plata): Estudiantes de La Plata vs. Gimnasia y Esgrima La Plata, disputado por primera vez el 27 de agosto de 1916.
- Clásico entre All Boys y Nueva Chicago (en Buenos Aires), disputado por primera vez el 15 de junio de 1919.
- Clásico del oeste (en Buenos Aires): Ferro Carril Oeste vs. Vélez Sarsfield, disputado por primera vez el 6 de junio de 1920.
- Clásico de Tres de Febrero (en Ciudadela y Caseros): Almagro vs. Estudiantes, disputado por primera vez el 15 de agosto de 1920.
- Clásico entre Kimberley y San Lorenzo (en Mar del Plata), disputado por primera vez el 5 de agosto de 1923.
- Clásico del Bajo: Defensores de Belgrano vs. Excursionistas (en Buenos Aires), disputado por primera vez el 26 de julio de 1925.
- Clásico entre Lanús y Talleres (en Lanús y Remedios de Escalada), disputado por primera vez el 18 de abril de 1926.
- Clásico entre Barracas Central y Sportivo Barracas (en Buenos Aires), disputado por primera vez el 17 de julio de 1927.
- Clásico de Villa Crespo (en Buenos Aires y San Martín): Atlanta vs. Chacarita Juniors, disputado por primera vez el 13 de noviembre de 1927.
- Clásico entre Dock Sud y San Telmo (en Avellaneda), disputado por primera vez el 6 de mayo de 1928.
- Clásico salteño (en Salta): Central Norte vs. Juventud Antoniana, disputado por primera vez el 15 de mayo de 1933.
- Clásico de potrerito (en Godoy Cruz): Andes Talleres vs. Godoy Cruz Antonio Tomba, disputado por primera vez el 18 de junio de 1933.
- Clásico entre Instituto y Racing (en Córdoba), disputado por primera vez el 1 de mayo de 1936.
- Clásico entre Banfield y Los Andes (en Banfield y Lomas de Zamora), disputado por primera vez el 30 de septiembre de 1939.
- Clásico malevo (en Buenos Aires): Riestra vs. Sacachispas, disputado por primera vez el 30 de julio de 1955.
- Clásico entre Juventud Unida y Muñiz (en Muñiz y San Miguel), disputado por primera vez el 6 de julio de 1957.
- Clásico del oeste (en Castelar e Isidro Casanova): Almirante Brown vs. Deportivo Morón, disputado por primera vez el 20 de julio de 1957.
- Clásico entre General Lamadrid y Justo José de Urquiza (en Buenos Aires y Loma Hermosa), disputado por primera vez el 6 de junio de 1959.
- Clásico entre Ferrocarril Midland e Ituzaingó (en Ituzaingó y Libertad), disputado por primera vez el 8 de diciembre de 1962.
- Clásico de las colectividades (en Buenos Aires y Ciudad Evita): Deportivo Español vs. Sportivo Italiano, disputado por primera vez el 23 de marzo de 1963.
- Clásico entre Arsenal y El Porvenir (en Gerli y Sarandí), disputado por primera vez el 23 de marzo de 1963.
- Clásico entre Acassuso y Central Ballester (en Boulogne Sur Mer y José León Suárez), disputado por primera vez el 12 de abril de 1975.
- Clásico entre Lugano y Yupanqui (en Buenos Aires y Tapiales), disputado por primera vez el 24 de abril de 1976.
- Clásico entre Claypole y San Martín (en Burzaco y Claypole), disputado por primera vez el 4 de marzo de 1978.
- Clásico entre Argentino y Deportivo Merlo (en Merlo y Parque San Martín), disputado por primera vez el 28 de septiembre de 1994.
- Clásico entre Maronese y San Lorenzo (en Neuquén), disputado por primera vez el 6 de mayo de 2001.

### Competencia internacional de clubes
Las principales competencias internacionales que disputan los clubes argentinos son la Copa Libertadores de América, la Copa Sudamericana y la Copa Mundial de Clubes (cada vez que alguno de ellos gana la Copa Libertadores). Si se considera a esta última como continuación de la extinta Copa Intercontinental, en las tres competencias los equipos argentinos lideran la cantidad de logros obtenidos por país. Adicionalmente, se disputa también la Recopa Sudamericana, donde los equipos argentinos también lideran la cantidad de copas por país.
Hasta febrero de 2025, los clubes argentinos han obtenido 77 copas internacionales oficiales organizadas por Conmebol-FIFA, incluyendo 9 Copas Mundiales o Intercontinentales. Tres clubes argentinos se encuentran entre los diez que más competencias oficiales de nivel confederativo e interconfederativo han obtenido en el mundo: Real Madrid -de España- (32), Al Ahly -de Egipto- (27), AC Milan -de Italia- (18), Boca Juniors -de Argentina- (18), Independiente -de Argentina- (18), FC Barcelona -de España- (17), Zamalek -de Egipto- (15), Auckland City F. C. -de Nueva Zelanda- (14), Bayern Múnich -de Alemania- (14), Liverpool -de Inglaterra- (14), River Plate -de Argentina- (12) y São Paulo FC -de Brasil- (12).
En la actualidad, Argentina tiene seis cupos clasificatorios a la Copa Libertadores. Cinco equipos participan directamente de la fase de grupos, mientras que uno obtiene el derecho a participar desde la segunda fase. Por su parte, a la Copa Sudamericana clasifican seis equipos. Estas plazas son otorgadas por la Conmebol y luego son asignadas por la Asociación del Fútbol Argentino, según su propia reglamentación.
Hasta la década de 1940, los clubes argentinos participaron internacionalmente de los distintos campeonatos rioplatenses de fútbol que, conjuntamente, organizaban la AFA y la AUF.

### Mercado de jugadores

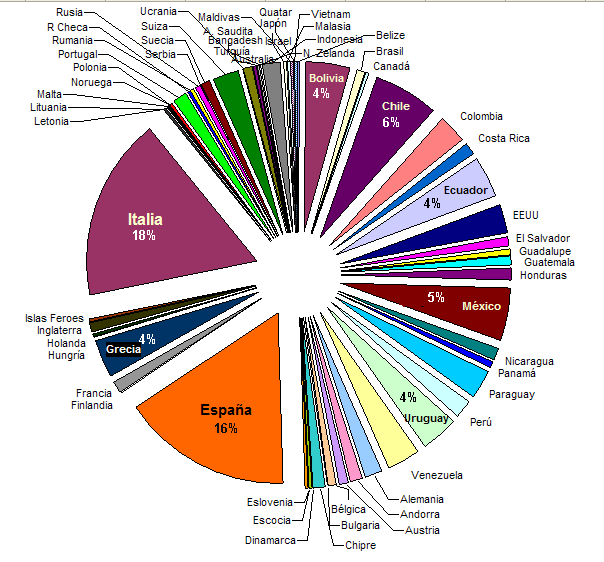
Futbolistas argentinos en el exterior en 2007: 1095 en 63 países. Los mayores mercados eran Italia (18%) y España (16%).

A nivel del fútbol masculino, los clubes y jugadores argentinos tienen una participación considerable y creciente en el mercado internacional de pases.
Mientras que en 2000, 571 jugadores actuaban en 32 países, en 2007 esa cantidad se había ampliado a 1095 jugadores en 63 países. Italia (194) y España (177), son los destinos más importantes, seguidos de Chile (69) y México (56). A lo largo de la historia, cinco veces las transferencias de futbolistas argentinos fueron realizados por montos que resultaron récords mundiales: Bernabé Ferreyra (1932), Enrique Omar Sívori (1957), Diego Maradona (1982), Diego Maradona (1984), Hernán Crespo (2000), solo superado por los jugadores italianos con siete récords y seguido de los brasileños con tres.
En Argentina también se desempeñan gran cantidad de jugadores extranjeros, principalmente provenientes de Uruguay y Paraguay, y en menor medida de Colombia, Bolivia, Chile y Perú.
Al mismo tiempo, se ha producido la emigración de importantes figuras del fútbol femenino.

### Televisación
Entre 1991 y 2009 el fútbol argentino estuvo fuertemente influenciada por el contrato de transmisión televisiva firmado entre la Asociación del Fútbol Argentino y el grupo formado por las empresas Torneos y Competencias y Clarín. En ese período la economía del fútbol argentino se diferenció notablemente de los mercados similares de Brasil, Chile y México, ya que mientras en estos casos la principal fuente de ingresos eran los derechos de televisación, seguida de la transferencia de jugadores, en Argentina el esquema era inverso, siendo las transferencias el 34% de los ingresos totales, mientras que la televisación aportaba solo el 19%, y la venta de entradas representó apenas el 5% del ingreso total. El precio de los derechos de transmisión televisiva pactados para la temporada 2007/2008 fue de 180.000.000 de pesos, que se distribuyeron entre la AFA y los clubes, de acuerdo a reglas relacionadas con la capacidad de convocatoria de cada uno. Finalmente, los clubes recibieron 8.000.000 de dólares al año por la publicidad incorporada en sus equipos deportivos.
Este esquema económico se modificó radicalmente en agosto de 2009, cuando la AFA rescindió el contrato con el Grupo Clarín, y firmó un nuevo contrato con el estado nacional, por el cual este último garantiza a los clubes una suma de 600.000.000 de pesos, que triplicó el monto que recibían en el esquema contractual anterior. A cambio de ello, el Estado se reservó los derechos por comercialización de los espacios publicitarios y obligó a la AFA a permitir que los partidos sean transmitidos por televisión abierta y sin las limitaciones del sistema de "pagar para ver" (pay per view), como sucedía en el sistema anterior. Este esquema se conoció como Fútbol Para Todos.
Para la temporada 2017-18, el Estado argentino rescindió unilateralmente el convenio de Fútbol Para Todos e indemnizó a la contraparte. Posteriormente, la AFA realizó una licitación y vendió los derechos de televisión de la Primera División a una alianza entre Fox Networks Group Latin America y Turner Broadcasting System Latin America, quienes crearon los canales premium Fox Sports Premium y TNT Sports, al efecto de realizar las transmisiones.

### Controversias
Se ha observado que el fútbol en Argentina, como reflejo de la estructura sociopolítica y económica del país, está excesivamente centralizado en Buenos Aires. A diferencia de otras ligas, donde los clubes más poderosos se encuentran radicados en ciudades diferentes de la capital del país (por ejemplo: Manchester United y Liverpool en Inglaterra, Bayern Múnich en Alemania o Internazionale, Juventus y Milan en Italia), en Argentina, los equipos más fuertes se concentran desproporcionadamente en Buenos Aires, el Gran Buenos Aires, La Plata y Rosario. Es interesante remarcar, de todos modos, que los clubes de fútbol suelen prosperar y tener mayor repercusión en los principales centros económicos de un país, independientemente de que sean o no la capital del mismo. En el caso de muchos países europeos, esta coincidencia no se da, mientras que en Argentina, Buenos Aires tiene un desproporcionado peso económico y cultural sobre el resto del país.

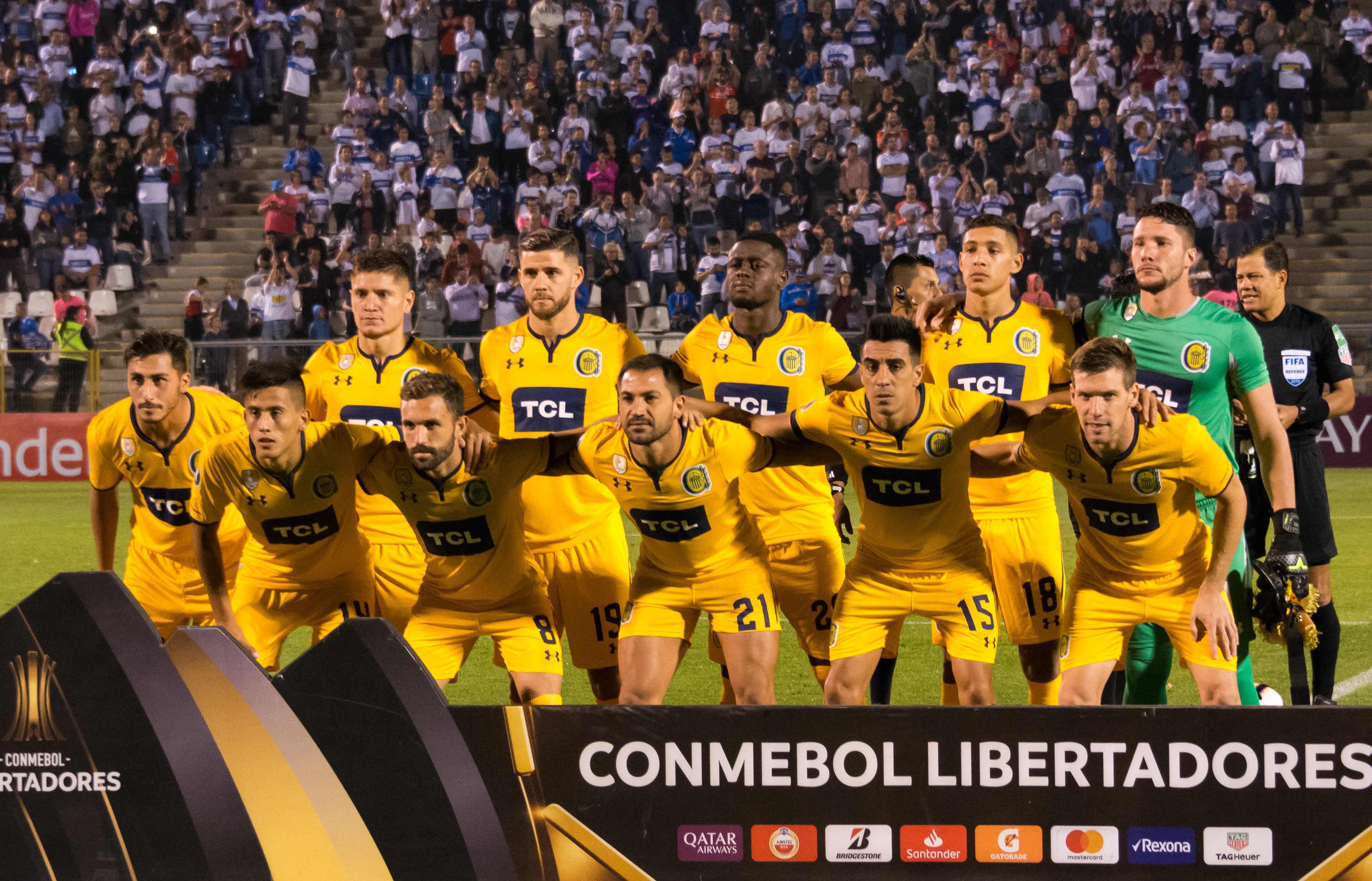
Rosario Central, de la provincia de Santa Fe, uno de los quince clubes del interior que participan en Primera División durante 2025.

Según datos del censo de 2010, la ciudad de Buenos Aires y su área metropolitana reúnen al 31,9% de la población del país. Pero en la Primera División del fútbol argentino, hasta 2014, de un total de 20 clubes que participaban en ella, 12 (es decir, el 60%) eran de la ciudad de Buenos Aires y sus alrededores; y solamente 8 del resto del país. Esta estructura fue modificada por la AFA, parcialmente, con la organización del Campeonato de Primera División 2015, que implicó que, luego de su ascenso desde la segunda categoría, diez clubes se sumaran a los 20 que ya integraban la división principal y de este modo conformar un inédito campeonato superior integrado por 30 equipos. La reestructuración, sin embargo, no logró revertir la desproporción de representantes según la zona de influencia: en la temporada 2025 de la Liga Profesional de Fútbol, sobre un total de 30 participantes, 15 pertenecerán a la Capital Federal y el AMBA; y 15 al resto del país, de las localidades de Córdoba, Junín, La Plata, Mar del Plata, Mendoza, Rosario, San Juan, San Miguel de Tucumán, Santa Fe y Santiago del Estero.
A partir de allí, según la pirámide organizativa sobre la que se estructuran los campeonatos oficiales de fútbol de Argentina, las categorías del ascenso tributan a través de dos vertientes a la segunda división. Una de ellas se desarrolla exclusivamente con los indirectamente afiliados a la AFA, mientras la otra lo hace con los directamente afiliados a la AFA, lo que supone ventajas económicas de estos últimos por sobre los clubes del interior, que deben realizar mayores erogaciones en viajes y traslados.
Hay quienes cuestionan la existencia de estas dos vertientes, pues le da un 50% de posibilidades de ascenso de la tercera a la segunda categoría a los equipos directamente afiliados, oriundos en su mayoría de la Ciudad Autónoma de Buenos Aires y alrededores, contra el otro 50% a los equipos del resto del país, cuando la relación poblacional es de 1 a 2. De todos modos, en cada temporada hay ascensos a la máxima categoría, estando la posibilidad de lograrlo abierta a cualquiera de ellos, a través de su participación en la Primera B Nacional.
Por otra parte, la gran mayoría de los futbolistas más talentosos del país, al crecer profesionalmente, son captados por clubes del exterior, lo que lleva al empobrecimiento de la calidad del juego.

## Fútbol de selección

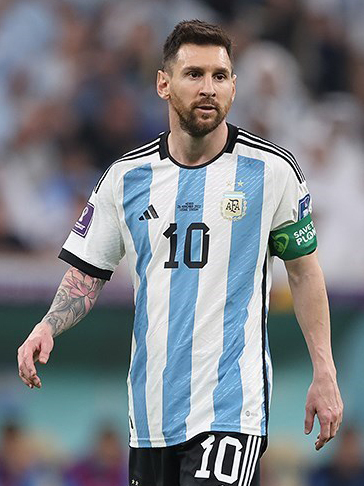
Lionel Messi, capitán de la Selección Argentina al obtener la tercera Copa del Mundo en 2022.

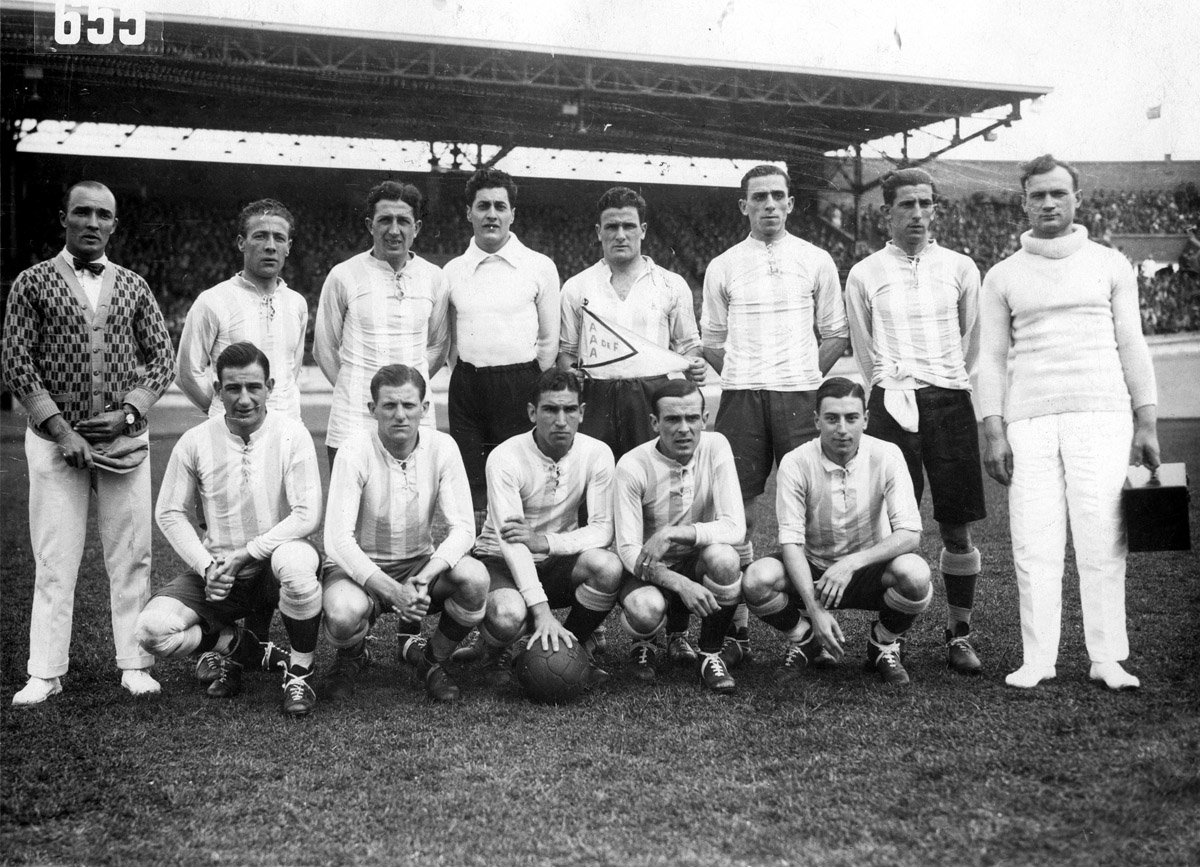
Equipo argentino ganador de la medalla de plata en los Juegos Olímpicos de 1928.

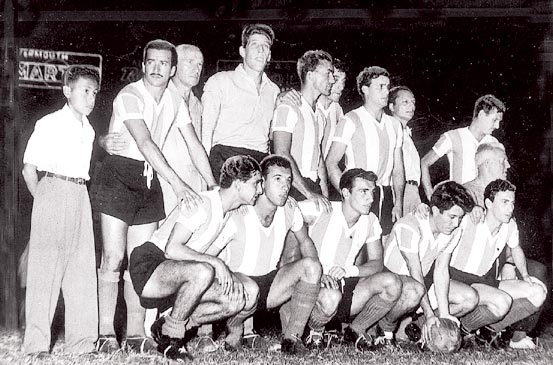
Los Carasucias, campeones sudamericanos en 1957, ganando casi todos los partidos por goleada. Considerado uno de los mejores equipos de la historia del fútbol argentino. Arriba, de izquierda a derecha: Juan Carlos Giménez, Guillermo Stábile (DT), Rogelio Domínguez, Pedro Dellacha, Néstor Rossi, Federico Vairo y Ángel Schandlein. Abajo: Oreste Corbatta, Humberto Maschio, Antonio Angelillo, Enrique Sívori y Osvaldo Cruz.

Argentina ha conseguido todos los títulos importantes de competencia de selecciones: tres veces la Copa Mundial de Fútbol, dos veces la medalla de oro en los Juegos Olímpicos, una vez la Copa FIFA Confederaciones, dos veces la Copa de Campeones Conmebol-UEFA y dieciséis veces la Copa América. En el mundo, solo Francia, aunque en menor cantidad de ocasiones, obtuvo el logro. Es considerada como una de las grandes potencias del fútbol masculino internacional, siendo, a nivel de selecciones mayores, el país con más títulos oficiales ganados de la historia, con 23 logros oficiales ganados.
Los momentos culminantes fueron las tres copas mundiales ganadas en 1978, 1986 y 2022. La Copa Mundial de Fútbol de 1978 se realizó en Argentina durante el gobierno de la última dictadura militar que dos años antes había impuesto un Estado terrorista. El régimen buscó utilizar el acontecimiento para legitimarse, obteniéndolo solo parcialmente, a raíz de algunos boicots internacionales, el abucheo masivo a los militares en el estadio de Rosario, una notable rebelión simbólica popular impulsada por el personaje de historieta Clemente contra la recomendación oficial de no tirar "papelitos", la entrada de la selección de espaldas al palco oficial, y la negativa de los holandeses a saludar a los dictadores, cuando recibieron el título de subcampeón. El partido final se jugó contra Países Bajos, venciendo Argentina 3-1 en tiempo suplementario, con dos goles de Mario "El Matador" Kempes y uno de Daniel Bertoni. El director técnico fue César Luis Menotti y el capitán Daniel Passarella.
La Copa Mundial de Fútbol de 1986 se jugó en México. El seleccionado fue dirigido por Carlos Bilardo, el capitán fue Diego Maradona, quien también fue Balón de Oro del torneo y se destacó realizando brillantes jugadas y goles memorables, como el segundo a Inglaterra, votado como el Gol del Siglo. En la final, Argentina venció a Alemania 3-2, con goles de José Luis Brown, Jorge Valdano y Jorge Burruchaga. Argentina había recuperado la democracia poco más de dos años antes y los jugadores saludaron a los aficionados, que llenaron la Plaza de Mayo, desde el balcón de la Casa Rosada. Desde entonces, Menotti y Bilardo, los entrenadores campeones del mundo hasta la consagración de Lionel Scaloni en 2022, quedaron como símbolos de dos visiones enfrentadas del juego: el primero identificado con un fútbol más ofensivo y fundado en la habilidad individual del jugador; el segundo, con un fútbol más táctico y planificado.
La Copa Mundial de Fútbol de 2022 se disputó por primera vez en Oriente Próximo, en Catar. La selección fue entrenada por Lionel Scaloni y el capitán fue Lionel Messi, quien obtuvo el Balón de Oro de la competición y se destacó al convertir siete goles a lo largo del torneo y en cada una de las etapas eliminatorias, logrando, así, el récord de máximo goleador de la historia de la Selección Argentina en Copas del Mundo, con trece goles. También completó veintiséis partidos en sus cinco participaciones mundialistas, lo que lo convierten en el futbolista con mayor cantidad de encuentros jugados en el máximo torneo mundial de fútbol. En la final, considerada por muchos analistas como la mejor definición de la historia de los Mundiales, Argentina venció a Francia en la definición por penales (4-2), debido a que el partido finalizó 3-3 tras la prórroga de 30 minutos, con dos goles de Lionel Messi -uno de tiro penal- y el restante de Ángel Di María. Luego de la consagración, se estima que más de 5 000 000 millones de simpatizantes argentinos se volcaron a las calles de la Ciudad de Buenos Aires, el 20 de diciembre de 2022, para celebrar la conquista y recibir al plantel que obtuvo la Copa del Mundo, en la que se considera es la mayor movilización ciudadana de la historia argentina.

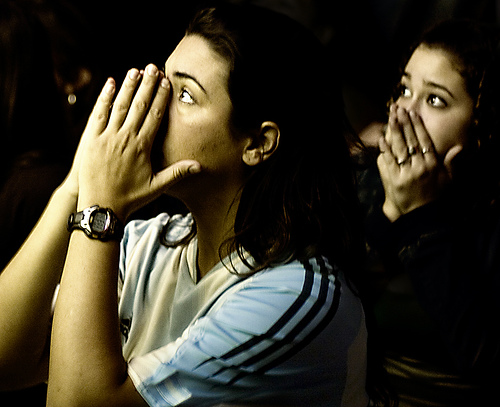
En un bar de Buenos Aires, durante la Copa Mundial de 2006.

Adicionalmente, la Selección Argentina salió tres veces subcampeona del mundo (1930, 1990 y 2014), dieciséis veces campeona de la Copa América (1921, 1925, 1927, 1929, 1937, 1941, 1945, 1946, 1947, 1955, 1957, 1959, 1991, 1993, 2021 y 2024) y catorce veces subcampeón; una vez campeona de la Copa FIFA Confederaciones (1992), de la cual obtuvo dos veces el subcampeonato; además ganó el Campeonato Panamericano de Fútbol de 1960 y la Copa de Campeones Conmebol-UEFA de 1993 y 2022 (ambas competencias interconfederativas oficiales); También obtuvo dos medallas de oro en los Juegos Olímpicos de 2004 (Atenas) y 2008 (Beijing) y dos medallas de plata (Ámsterdam 1928 y Atlanta 1996). En otras competiciones del Movimiento Olímpico, que no son oficiales para la FIFA con selecciones formadas con juveniles, ganó: cinco medallas de oro, tres de plata y tres de bronce en los Torneos Preolímpicos; siete medallas de oro, dos de plata y tres de bronce, en los Juegos Panamericanos; y dos medallas de oro y una medalla de plata en los Juegos ODESUR.
Otras copas ganadas por la selección mayor son la Copa de las Naciones en 1964, la Copa Kirin en 1992 y 2003 y la correspondiente al Premio al Juego Limpio de la FIFA en 1978.
Las selecciones juveniles también han sido multipremiadas, destacándose la obtención en seis oportunidades de la Copa Mundial de Fútbol Juvenil (1979, 1995, 1997, 2001, 2005 y 2007) y seis premios mundiales por juego limpio: Sub-23 (Atlanta 1996, Atenas 2004), Sub-20 (Malasia 1997, Argentina 2001), y Sub-17 (Italia 1991, Egipto 1997). Entre los principales maestros-entrenadores que influyeron en la organización de fútbol juvenil se encuentran Renato Cesarini, Ernesto Duchini y José Pekerman.
Hasta julio de 2024, los seleccionados de la AFA obtuvieron 55 títulos oficiales y más de 170 copas en su historia, si se le suman las competencias amistosas.
Todos los logros enumerados, sumado a que figura tercera en la tabla histórica de los mundiales con un total de 158 puntos, la convierten en una de las grandes potencias de la historia del fútbol internacional,
Las principales frustraciones del seleccionado fueron la no clasificación a la Copa Mundial de Fútbol de 1970 (desplazado por Perú) y la derrota como local 0-5 frente a Colombia en las Eliminatorias Sudamericanas 1993. Otras derrotas frustrantes fueron la goleada 1-6 ante Checoslovaquia con eliminación en primera ronda en la Copa Mundial de Fútbol de 1958, al igual que en la Copa Mundial de Fútbol de 2002; el 0-4 contra la Naranja Mecánica holandesa en la Copa Mundial de Fútbol de 1974; la caída 0-3 contra Brasil en la final de la Copa América 2007 y la goleada 0-4 ante Alemania en Sudáfrica 2010, siendo director técnico Diego Maradona.
Los enfrentamientos clásicos de la Selección Argentina son contra Uruguay (clásico del Río de la Plata, el de mayor cantidad de encuentros del mundo), Brasil e Inglaterra.

## Variantes

### Fútbol femenino
En comparación con el fútbol masculino, el fútbol femenino en Argentina y el resto de los países sudamericanos de habla hispana, está evidentemente postergado debido a una histórica marginación de las mujeres del fútbol, impulsada por una visión machista del juego. Si bien desde mediados de siglo algunos clubes promovieron que las mujeres participaran en actividades deportivas y concurrieran a los estadios a presenciar encuentros de fútbol, fue a partir de la Copa Mundial de Fútbol de 1978, jugada en Argentina, que las mujeres comenzaron a involucrarse con el juego, aunque principalmente como espectadoras, ya que la práctica recreativa es marginal y se encuentra excluida de las escuelas.
Organizado por la Asociación del Fútbol Argentino, el Campeonato de Fútbol Femenino se realiza anualmente desde 1991. Desde el 16 de marzo de 2019, el fútbol femenino es profesional y cuenta con tres categorías: Primera División A, Primera División B y la Primera División C. Desde su creación, solo cuatro clubes se han consagrado en el máximo escalafón: Boca Juniors (29), River Plate (11), UAI Urquiza (5), San Lorenzo (4) y Newell's Old Boys (1). A su vez, desde 2009, el torneo de Primera División A otorga un cupo para la Copa Libertadores de América Femenina, certamen en el que Boca Juniors ha alcanzado el subcampeonato, mientras que UAI Urquiza y River Plate han alcanzado el tercer puesto.
A partir de la temporada 2021, se disputa la Copa Federal de Fútbol Femenino, competición oficial organizada por la Asociación del Fútbol Argentino, la cual consta de una fase preliminar y una fase final. El torneo se lleva a cabo a través de la clasificación de clubes de la Primera División A y Ligas del todo el país. 
En 2003, la Selección Argentina de Fútbol Femenino se clasificó por primera vez a la Copa Mundial Femenina de Fútbol, creada en 1991, volviendo a clasificarse en la edición de 2007. En ambas ocasiones quedó eliminada en la ronda inicial, aunque mostrando una evidente evolución en su juego y participación.
En 2006, Argentina obtuvo por primera vez la Copa América derrotando a Brasil por 2-0. De esta forma, clasificó para los Juegos Olímpicos de Pekín 2008, lo que constituyó la primera participación de una selección sudamericana de habla hispana en esa disciplina.
En 2014, consiguió la Medalla de Oro en los Juegos Sudamericanos celebrados en Santiago de Chile.
En 2018, consiguió el tercer puesto en la Copa América desarrollada en Chile, que además le permitió clasificar de forma directa a los Juegos Panamericanos Lima 2019, logrando acceder a un repechaje frente a Selección de Panamá para ganar un lugar en el Mundial de Francia de 2019  disputado ese mismo año. El partido de ida, que se jugó a estadio lleno en la cancha de Arsenal de Sarandí, finalizó 4-0 con goles de Mariana Larroquette, Eliana Stábile (2) y Yamila Rodríguez. En la revancha, la Selección igualó 1-1 con gol de Florencia Bonsegundo y logró clasificar a una Copa del Mundo tras doce años.
En la Copa Mundial Femenina de Fútbol de 2019, Argentina logró sumar puntos por primera vez en su historia, aunque no pudo clasificar a los octavos de final. Igualó 0-0 ante Japón, seleccionado que era el subcampeón vigente de la competencia, y luego cayó por 1-0 contra Inglaterra. En el tercer partido del Grupo D, se dio una histórica remontada ante el Seleccionado de Escocia, empatando 3-3 luego de estar en desventaja por tres goles. Fue el primer seleccionado en la historia en remontar una desventaja de esa diferencia.
En los Juegos Panamericanos 2019, obtuvieron la Medalla de Plata al caer en la final ante Colombia 7-6, en la definición por penales, e igualar 1-1 en los 90 minutos reglamentarios.

### Futsal

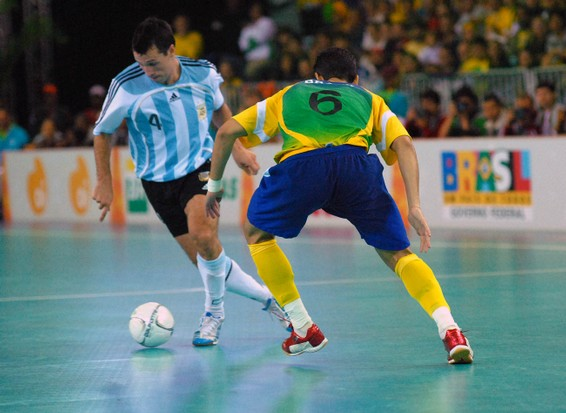
Futsal: Argentina-Brasil en los Juegos Panamericanos 2007.

En la Argentina también se practica de modo muy difundido el futsal (fútbol de salón de cinco jugadores), disciplina inventada en 1930 y cuya organización está dividida en dos federaciones mundiales, la Asociación Mundial de Futsal (AMF) y la Federación Internacional de Fútbol Asociación (FIFA).
La Confederación Argentina de Fútbol de Salón (CAFS) fue fundada en 1964 y está afiliada a la AMF. Desde 1976 organiza el Campeonato Argentino de Selecciones Provinciales y desde 1980 el Campeonato Argentino de Clubes. La competición organizada por la Asociación del Fútbol Argentino (AFA) está compuesta por diversos torneos regionales (siendo el más importante el Campeonato de Futsal AFA realizado desde 1986). Los campeones de estos torneos participan de la Liga Nacional de Futsal (LNFA).
Los logros más importantes de la Selección Argentina de Futsal son:
- en la AMF, el Campeonato Mundial en 1994 y 2019, el subcampeonato en 2007 y el tercer lugar en 2000, 2011 y 2015.[94] En la categoría C-20, el Campeonato Mundial en 2014 y el subcampeonato en 2018.[95][96] En categoría femenina, obtuvo el subcampeonato de Campeonato Mundial Femenino de futsal de la AMF en 2017.[97]
- en la FIFA, la obtención de la Copa Mundial de 2016, los subcampeonatos en las Copas Mundiales de 2021 y 2024 y el cuarto lugar en la Copa Mundial de 2004, así como tres veces el campeonato en Copa América (2003, 2015 y 2022) y siete veces el subcampeonato (1992, 1995, 1997, 2000, 2011, 2017 y 2024).
- otros logros son los títulos de Copa Confederaciones de fútbol sala de 2014, Copa de las Naciones de Futsal de 2014, la Medalla de Plata de Juegos Panamericanos de 2007, la Medalla de Oro en los Juegos Sudamericanos de 2022, dos Medallas de Plata en los Juegos Sudamericanos de 2002 y 2014 y dos Medallas de Bronce en los Juegos Sudamericanos de 2006 y 2018.

### Fútbol para personas no videntes

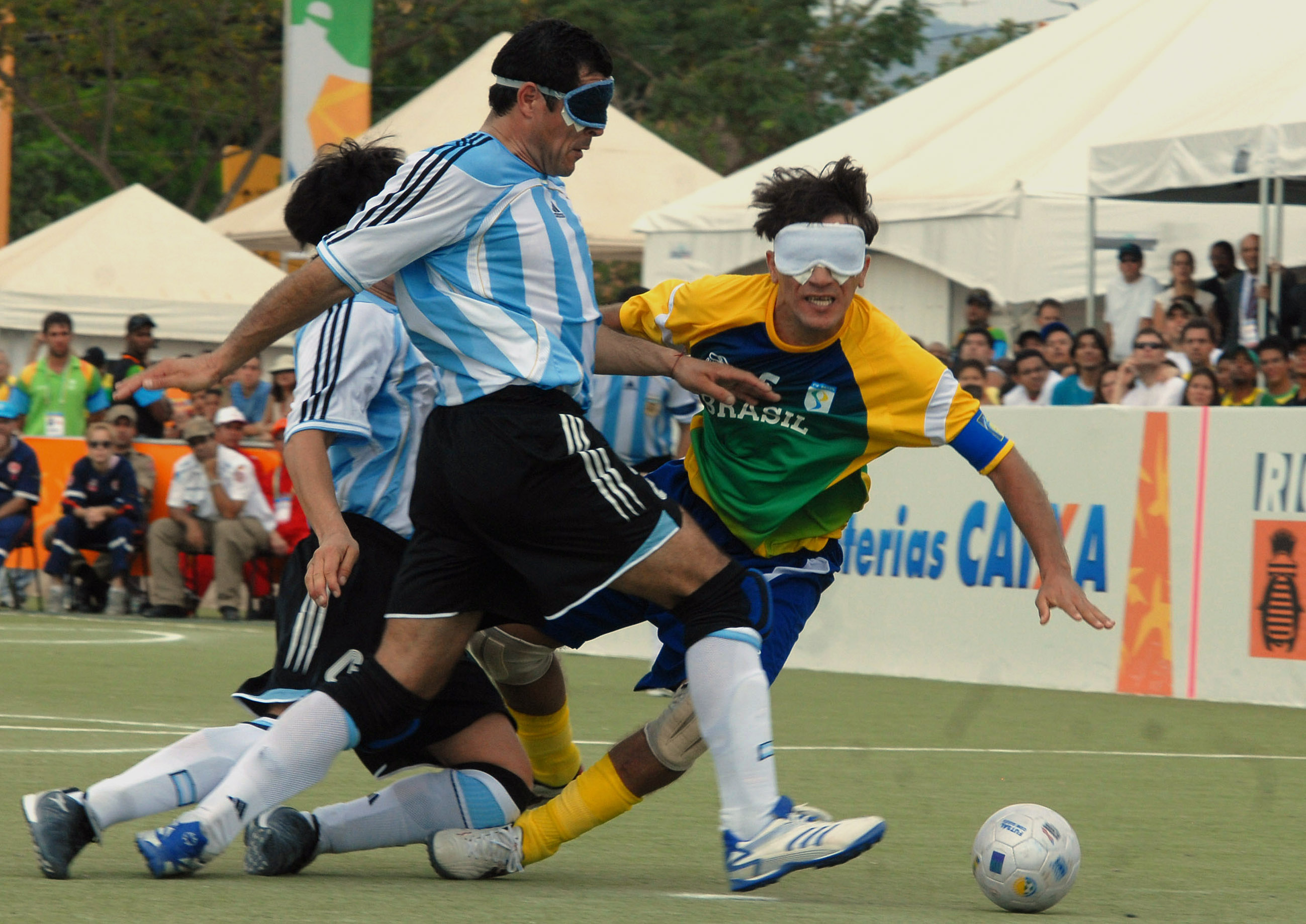
Fútbol para ciegos: Argentina-Brasil (final). Juegos Parapan 2007.

Dentro de la variedad del futsal, Argentina se destaca en la modalidad de fútbol para ciegos. La selección nacional, llamada Los Murciélagos, ha obtenido dos veces el campeonato mundial de los cuatro realizados desde 1998 (en 2002 y 2006), dos medallas de plata en los Juegos Paralímpicos de 2004 y Juegos Paralímpicos de 2020, dos de bronce en los Paralímpicos de 2008 y Juegos Paralímpicos de 2016, tres Copas Américas (1999, 2005 y 2017) y cuatro medallas de plata en los Juegos Parapanamericanos (2007, 2011, 2015 y 2019). La disciplina está organizada por la Federación Argentina de Deportes para Ciegos (FADEC), fundada en 1988 y la primera selección fue creada en 1991; desde 2002 tiene el apoyo institucional y financiero de la AFA. En 2007 Los Murciélagos recibieron el Premio Jorge Newbery de Oro, con el que la Ciudad de Buenos Aires premia cada año al mejor deportista, primera vez que un premio máximo deportivo fue entregado a atletas con discapacidades.

La selección nacional femenina, llamada Las Murciélagas, se consagró campeona mundial en el Primer Campeonato Mundial de Futbol para Ciegas realizado en los Juegos Mundiales IBSA 2023.

### Fútbol de playa
En el país se practica también el fútbol de playa. Argentina fue una de las cuatro participantes, con Brasil, Estados Unidos e Italia, que organizaron la primera competencia internacional en Miami en 1993. Participó en todos los campeonatos mundiales no oficiales organizados desde 1995 obteniendo su mejor posición en 2001, cuando salió tercero.

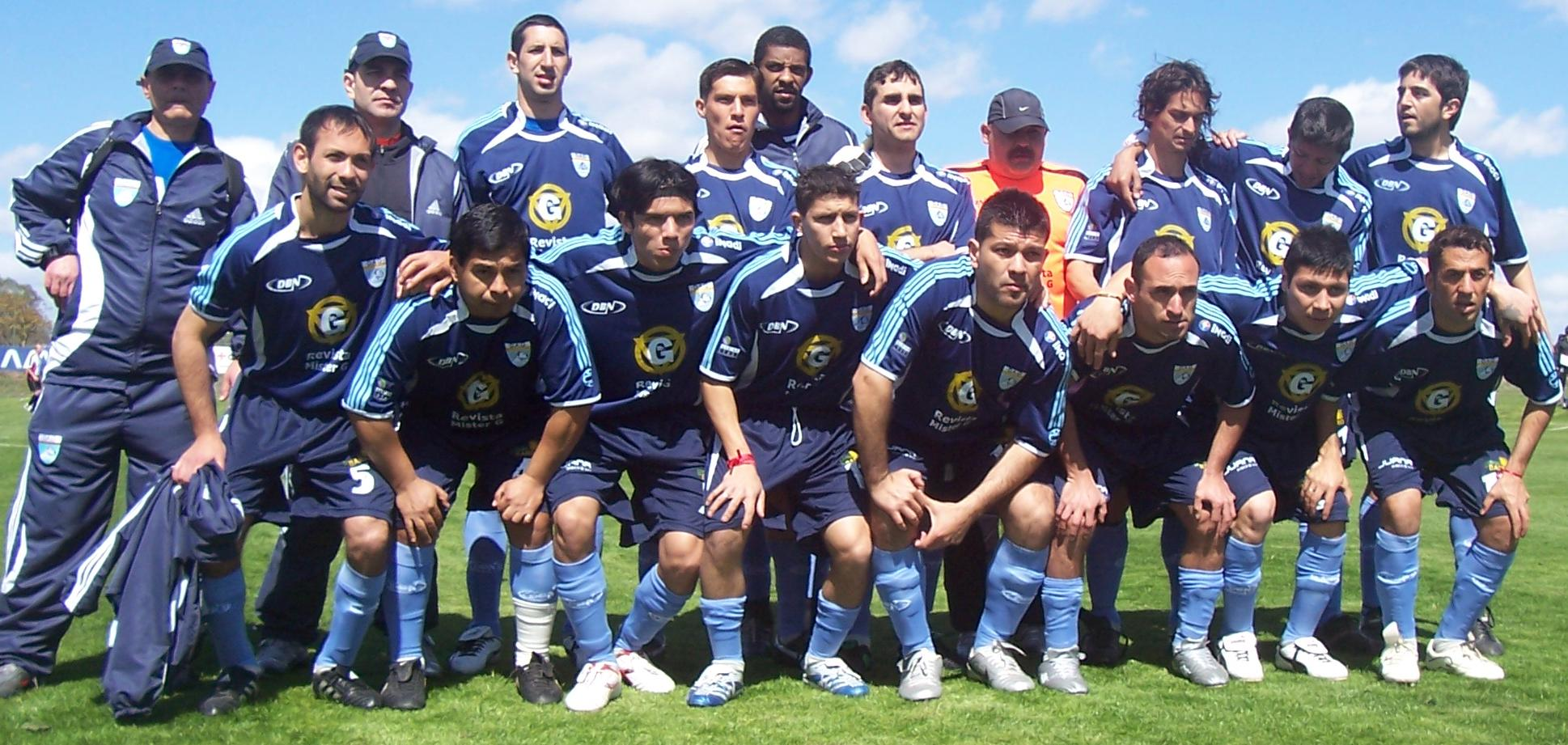
Los Dogos DAG, el equipo argentino campeón del mundial de fútbol gay de 2007.

### Fútbol gay
En 2007 se llevó a cabo en la Ciudad de Buenos Aires el décimo Mundial de Fútbol Gay, organizado por la Asociación Internacional de Gays y Lesbianas, en conjunto con la Subsecretaría de Deportes de Buenos Aires; contando con el apoyo de la Comunidad Homosexual Argentina y la Asociación del Fútbol Argentino. El triunfo correspondió al equipo argentino, Los Dogos, los que, con gol de Milton Pedro, vencieron en la final al equipo inglés, Los Stonewalls. Fue el primer torneo de su tipo disputado en Latinoamérica y el primero también en ser ganado por un equipo latinoamericano.

### Fútbol recreativo y no federado

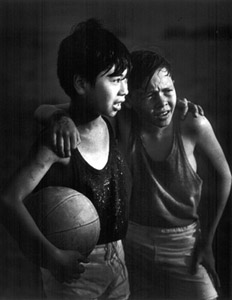
"Al final de la lucha", del fotógrafo argentino Pedro Luis Raota (1934-1986).

En Argentina virtualmente toda la población masculina practica fútbol desde la primera infancia ("en el barrio el que no jugaba al fútbol era un bicho raro") y cerca del 40% lo practica al menos de manera esporádica. Sobre la base de datos para el conglomerado Gran Buenos Aires, la práctica del fútbol es la actividad física mayoritaria de los varones en todas las franjas de población no sedentaria hasta los 60 años: 69% entre 25 y 29 años, 66% entre 30 y 39 años, 40% entre 40 y 49 años y 25% entre 50 y 59 años. En contraste, la población femenina registra un mayor sedentarismo a la vez que una muy baja opción por la práctica del fútbol, apenas llegando al 0,5%.
La práctica masiva del fútbol toma diversas modalidades: una gran parte de los aficionados lo practican informalmente y sin ley de fuera de juego ("el picadito"), en parques, plazas y calles, principalmente los fines de semana. Otra forma de práctica masiva es el alquiler por grupos de amigos de "canchas de papi fútbol" sobre superficies duras, para practicarlo entre equipos de cinco a nueve jugadores por lado y reglas modificadas.
Adicionalmente, el Estado, las escuelas, las universidades, los sindicatos y los clubes no federados en la AFA, organizan campeonatos amateurs con participación de cientos de miles de jugadores. Entre ellos se destacan las competencias de fútbol 11, fútbol 7 y futsal, dentro de los Juegos Nacionales Evita (12-16 años), los Juegos Sudamericanos Escolares, tres juegos deportivos regionales (Araucanía, Binacionales y Transandinos), y los Juegos Universitarios.

## Estadios
Como consecuencia directa de la afición masiva al fútbol de la población argentina, existen gran cantidad de estadios en todo el país, casi exclusivamente diseñados para la práctica del fútbol.
Buenos Aires, que ha sido denominada la ciudad de los estadios, posee en sus 202 km² una numerosa cantidad de estadios, entre los que se encuentran los de River Plate (el más grande del país con una capacidad de 85.018 espectadores), Boca Juniors, Vélez Sarsfield, Huracán, San Lorenzo de Almagro, Argentinos Juniors, Ferro Carril Oeste, Nueva Chicago, Atlanta, Deportivo Español y All Boys entre otros, a los que deben adicionarse los de Racing, Independiente, Los Andes, Deportivo Moron, Banfield, Temperley, Lanús, Quilmes y Arsenal de Sarandí entre los muchos que se encuentran en el Gran Buenos Aires. En la ciudad y sus alrededores existen además, estadios de menor tamaño como los de Excursionistas, Defensores de Belgrano, Comunicaciones, General Lamadrid, Barracas Central, Deportivo Riestra y Sacachispas.
Otros importantes estadios de fútbol en el país son el Estadio Mundialista Mario Alberto Kempes (ex Chateau Carreras) con capacidad para 57.000 espectadores en Córdoba, el Estadio Ciudad de La Plata con capacidad para 53.000 espectadores (40.000 sentadas), los de Newell's Old Boys (42.000 espectadores) y Rosario Central (42.000 espectadores) en Rosario, los de Colón (40.000 espectadores) y Unión (26.000 espectadores) en Santa Fe, el Estadio José Fierro (35.200 espectadores) y Estadio La Ciudadela (28.000 espectadores) en Tucumán, el Estadio Mundialista José María Minella de Mar del Plata, el Estadio Juan Domingo Perón (Instituto de Córdoba), el Estadio Padre Ernesto Martearena de Salta, el Estadio Mundialista Malvinas Argentinas de Mendoza, el Estadio Único Madre de Ciudades de Santiago del Estero y el Estadio San Juan del Bicentenario de San Juan, todos ellos con capacidad para más de 25.000 espectadores.

## Medios

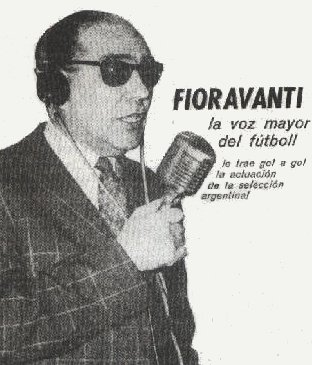
Fioravanti (Joaquín Carballo Serantes, 1911-1989), famoso relator uruguayo del fútbol argentino. Transmitía por Radio Splendid en los 40 y Radio El Mundo en los 50 y 60.

El medio de comunicación deportivo históricamente más importante del país es la Revista El Gráfico, un semanario fundado en 1919, que, aunque dedicado a todos los deportes, atribuyó siempre al fútbol una importancia casi exclusiva. Otro medio gráfico que le da al fútbol un lugar prioritario es el Diario Olé, inaugurado en 1996 y perteneciente al Grupo Clarín, principal multimedio del país.
La radio argentina se ha destacado especialmente en el fútbol. La primera transmisión radial de un partido de fútbol en el mundo fue realizada por LOR Radio Argentina, el 2 de octubre de 1924, por parte de Horacio Martínez Seeber y Atilio Casime; se trató del partido que Argentina venciera a Uruguay por 2-1 y en el que Cesáreo Onzari convirtió el primer gol de córner de la historia, que fue denominado gol olímpico, precisamente por haber sido convertido contra Uruguay, que había ganado la medalla de oro en los Juegos Olímpicos de ese año. Desde entonces, la radio argentina ha tenido cuatro grandes relatores deportivos: José María Muñoz y Lalo Pelliciari y los uruguayos Fioravanti y Víctor Hugo Morales, este último calificado como el más importante relator de habla hispana de todos los tiempos. Entre las transmisoras, Radio Rivadavia se ha destacado desde la década del sesenta con una dedicación especial al deporte y programas clásicos del fútbol argentino, como La Oral Deportiva.
La primera transmisión televisiva de un partido de fútbol argentino fue el 18 de noviembre de 1951, cuando Canal 7 televisó un San Lorenzo-River en el Viejo Gasómetro.
En 1987, la Asociación del Fútbol Argentino firmó un contrato de exclusividad con la empresa Torneos y Competencias (TyC), por el cual se le cedían a la misma los derechos de transmisión televisiva de la temporada 1987-88 de Primera División, Nacional B y Primera B, a cambio de un millón de australes. En 1996 se estableció un nuevo vínculo, hasta el año 2014, pero esta vez la AFA le dio la exclusividad compartida de los derechos de transmisión a TyC y el Grupo Clarín. El contrato de televisación estableció, desde la temporada 2007/08, y por primera vez, que los diez encuentros de Primera División serían transmitidos por cable, la mitad de ellos a través de un sistema de pay-per-view por el que el usuario debía pagar un monto adicional por cada partido. Además se mantenía la prohibición, para noticieros y otros programas, de emitir imágenes de los goles y circunstancias deportivas dentro del mismo día en que se disputaran los encuentros.
En agosto de 2009, la AFA, por decisión unánime de los clubes, decidió realizar un cambio radical del sistema de televisación y rescindió el contrato que mantenía con el Grupo Clarín, para firmar un nuevo acuerdo con el Estado Nacional, garantizando la transmisión de todos los encuentros por la televisión abierta y sin costo para los televidentes. Se denominó "Fútbol para todos".
Para la temporada 2017-18 de Primera División, el Estado argentino finalizó el programa Fútbol para todos, por lo cual la AFA vendió los derechos de televisión a una alianza entre Fox Networks Group Latin America y Turner Broadcasting System Latin America, quienes crearon los canales premium Fox Sports Premium y TNT Sports.
Entre los periodistas deportivos argentinos dedicados al fútbol, se destacaron muy especialmente Dante Panzeri (1921-1978) y Borocotó (1902-1964), ambos redactores de El Gráfico y autores de varios libros y ensayos sobre la naturaleza sociológica del fútbol.

## Hinchadas

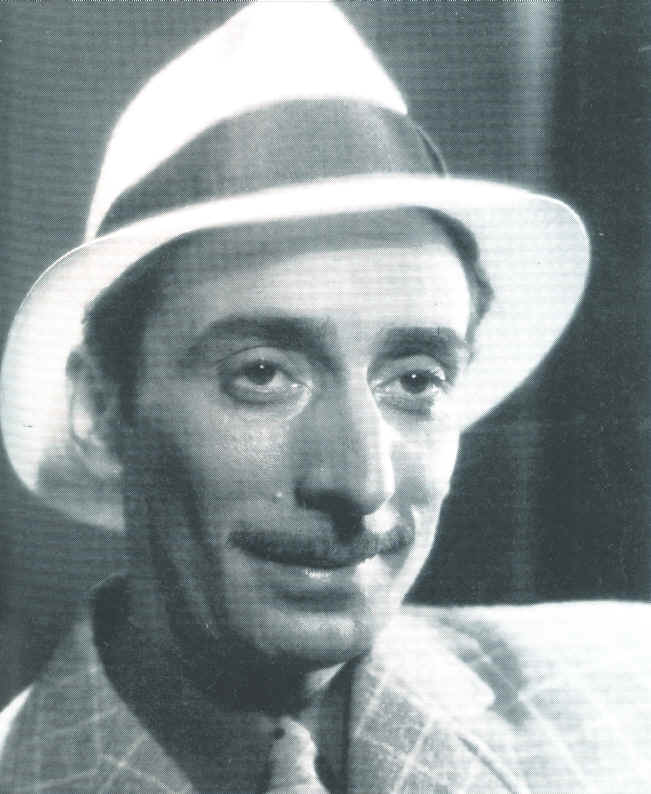
El poeta tanguero Enrique Santos Discépolo, guionista y protagonista de El hincha (1951), un clásico del cine argentino. "¿Y para qué trabaja uno si no es para ir los domingos y romperse los pulmones a las tribunas hinchando por un ideal? ¿O es que eso no vale nada?...¿Qué sería del fútbol sin el hincha?...El hincha es todo en la vida". (Diálogo de la película).

Las palabras "hincha" e "hinchada", utilizada generalizadamente en español para definir a los simpatizantes activos y ruidosos de un club de fútbol, aparecieron en el Río de la Plata a comienzos del siglo XX. Su origen proviene de los fuertes gritos de apoyo a su equipo, el Nacional de Montevideo, que daba Prudencio Miguel Reyes, un talabartero uruguayo, cuya tarea era hinchar “a puro pulmón” la pelota del club, es decir, “el hincha pelotas” o simplemente “el hincha” del club. El término pasó a designar a quienes expresaban ruidosamente su apoyo al club, imponiéndose en el habla rioplatense, para extenderse luego al resto de los países de habla hispana, y también a otros deportes.
La conducta de los espectadores de "hinchar" en los encuentros deportivos contrastaba con las normas del fair play que intentaban imponer los clubes y escuelas de origen británico, que cuestionaban como antideportivas la exteriorización de las pasiones en el deporte y como consecuencia de ello las manifestaciones exageradas de apoyo a uno de los contrincantes, así como toda manifestación de rechazo.
Debido al enorme proceso inmigratorio que afectaba a las sociedades rioplatenses a principios del siglo XX, el fútbol y particularmente la adopción desde niño de un club por el cual hinchar se constituyó en uno de los elementos decisivos de homogeneización cultural de la población.
Durante años se han realizado diferentes encuestas para determinar qué cantidad estimada de simpatizantes poseen los clubes del fútbol argentino.
Si bien los datos no son definitivos, y suelen arrojar diversos matices, muestran una considerable ventaja de los denominados Cinco grandes y de los clubes rosarinos por sobre el resto.

### Violencia
Como en otros países, es común que en los estadios las "hinchadas" estén organizadas por grupos de adeptos denominados barras bravas, que impulsan los cantos de apoyo a los equipos, y los viajes de simpatizantes cuando juegan de visitante. Las barras bravas y los dirigentes deportivos y políticos han sido muy cuestionados por la promoción e involucramiento en actos de violencia, en los que incluso se han producido asesinatos de simpatizantes de equipos contrarios.
A lo largo de la historia, han muerto un total de 271 personas en incidentes relacionados con el fútbol en Argentina. El primer fallecimiento ocurrió el 21 de septiembre de 1922 en Rosario, durante un partido entre Tiro Federal Argentino y Newell's Old Boys por la Copa Estímulo de la primera división local en el estadio del primero, a causa de una discusión entre hinchas de ambos clubes. Enrique Battcock, exfutbolista y exdirigente del club que jugaba como local, fue interpelado por su comportamiento por Francisco Campá (miembro de la dirigencia de Newell's Old Boys), lo que llevó a una discusión que terminó con Battcock dándole un golpe de puño en la cara, tras lo cual Campá se retiró del estadio y, al volver tras varios minutos, extrajo un arma de fuego con la cual disparó a Battcock, produciendo así su muerte.
Las muertes tienen causas variadas: enfrentamientos entre las hinchadas, represión policial o mala organización. La mayor tragedia del fútbol argentino sucedió en el Estadio de River Plate el 23 de junio de 1968, cuando 71 personas murieron aplastadas y asfixiadas en la llamada tragedia de la Puerta 12.

## Directores técnicos
En la Copa Mundial de la FIFA, César Luis Menotti fue campeón en 1978, Carlos Salvador Bilardo en 1986 y Lionel Scaloni en 2022; en los tres casos, con la Selección Argentina. En la Copa América, Guillermo Stábile es líder con seis títulos, en tanto que Alfio Basile logró dos y Scaloni es el único que ha conquistado el doblete al obtener la Copa América y la Copa Mundial de Fútbol de forma consecutiva, entre 2021 y 2022, también con el seleccionado argentino.
En la Primera División de Argentina, el historial de entrenadores con más títulos lo lideran Ángel Labruna, Carlos Bianchi y Ramón Ángel Díaz con siete, seguidos de José María Minella con seis y Juan Carlos Lorenzo, Américo Gallego y Ricardo Gareca con cuatro.
En la Copa Libertadores, los directores técnicos argentinos lideran el historial con 27 campeonatos. Carlos Bianchi es líder absoluto con cuatro títulos, seguido de Osvaldo Zubeldía con tres. Juan Carlos Lorenzo, Manuel Giúdice, Pedro Dellacha, Edgardo Bauza y Marcelo Gallardo lograron dos títulos cada uno.
En Europa, Luis Carniglia y Helenio Herrera lograron dos Copas de Campeones de Europa cada uno. Helenio Herrera obtuvo además cuatro títulos de liga en España y tres en Italia, mientras que Renato Cesarini consiguió dos títulos en Italia.
Los directores técnicos argentinos lideran el historial de la Copa Intercontinental con 11 títulos, destacándose Carlos Bianchi con tres y Helenio Herrera con dos.

## Árbitros
Los árbitros de fútbol en Argentina están divididos en dos sindicatos enfrentados: el histórico creado en 1965, la Asociación Argentina de Árbitros (AAA), afiliado a la CGT, y el Sindicato de Árbitros Deportivos de la República Argentina (SADRA), creado en 1988 con apoyo de la Asociación del Fútbol Argentino, la entidad que representa a los empleadores. La justicia argentina ha condenado a la AFA por práctica desleal, pero la situación persiste. Se ha sostenido que «la interna que divide a los árbitros... es una de las razones que influye sobremanera en el bajísimo nivel arbitral».
Con este conflicto de fondo, la AFA tiene una dependencia interna denominada Colegio de Árbitros, cuya función es asumir las tareas relacionadas con la designación, supervisión, promoción y exclusión de los árbitros, veedores y asistentes contratados. El colegio está integrado por seis miembros, incluyendo un representante de cada sindicato. La formación arbitral se encuentra a cargo de la Dirección de Formación Arbitral, creada en 2007 en reemplazo de la Escuela de Árbitros.
El primer árbitro argentino en dirigir en una Copa del Mundo fue Bartolomé Macías, quien lo hizo en el primer mundial de la historia: Uruguay 1930. El segundo en hacerlo fue Juan Bozzi en Suecia 1958 y el tercero Roberto Goicochea en Inglaterra 1966. Desde esta edición, el arbitraje argentino contó con un representante en todos los mundiales disputados: Ángel Coerezza en México 1970, Luis Pestarino en Alemania 1974, Ángel Coerezza en Argentina 1978, Arturo Iturralde en España 1982, Carlos Espósito en México 1986, Juan Carlos Loustau en Italia 1990, Francisco Lamolina en Estados Unidos 1994, Javier Castrilli en Francia 1998, Ángel Sánchez en Corea-Japón 2002 y Horacio Elizondo en Alemania 2006. Este último dirigió el partido inaugural y la final, y fue considerado por la FIFA como el mejor árbitro del mundo del 2006.
Héctor Baldassi fue el elegido por la FIFA para participar de la Copa Mundial Sudáfrica 2010. En Brasil 2014, el elegido fue Néstor Pitana, que dirigió como partido estelar el duelo de cuartos de final entre Alemania y Francia. Para Rusia 2018 fue seleccionado nuevamente Pitana, con sus asistentes Hernán Maidana y Juan Pablo Belatti, y repitió el logro de Elizondo, dirigiendo tanto el partido inaugural entre el anfitrión Rusia y Arabia Saudita y también la final entre Francia y Croacia, además de también ser elegido por la FIFA como el mejor árbitro del mundo. Para Catar 2022 el seleccionado fue Fernando Rapallini.

## Récords
- 10 jugadores argentinos han sido incluidos por la FIFA entre los mejores jugadores vivos de su primer siglo de historia: Gabriel Omar Batistuta, Hernán Crespo, Mario Alberto Kempes, Diego Armando Maradona, Daniel Passarella, Javier Saviola, Omar Sívori, Alfredo Di Stéfano, Juan Sebastián Verón y Javier Zanetti.
- 4 jugadores argentinos han sido incluidos por IFFHS entre los Mejores Jugadores del siglo XX en el mundo: Diego Armando Maradona, Alfredo Di Stéfano, José Manuel Moreno y Omar Sívori.
- 24 son los jugadores incluidos en la Galería de la Fama de la Asociación del Fútbol Argentino: Diego Armando Maradona, Federico Sacchi, Félix Loustau, Antonio Sastre, Hugo Orlando Gatti, René Orlando Houseman, Carlos Bianchi, Ernesto Grillo, Norberto «Tucho» Méndez, Rinaldo Fioramonte Martino, Ángel Labruna, Ricardo Bochini, Jorge Burruchaga, Mario Kempes, Silvio Marzolini, Enrique Omar Sívori, Ubaldo Matildo Fillol, Daniel Passarella, Natalio Agustín Pescia, Amadeo Carrizo, Diego Simeone, Américo Tesorieri, Gabriel Batistuta y Bernabé Ferreyra.[140]
- La selección del siglo XX. En 2000 el diario Clarín organizó una encuesta entre 100 personalidades destacadas del fútbol sobre el mejor jugador argentino en cada puesto, que dio el siguiente resultado: Ubaldo Fillol; Carlos Sosa, Roberto Perfumo, Daniel Passarella, Silvio Marzolini; Miguel Brindisi, Néstor Rossi, Diego Armando Maradona; René Houseman, Gabriel Batistuta y Mario Kempes.[141]
- Treinta jugadores argentinos figuran en la lista de los 313 máximos goleadores de la historia mundial en torneos de primera división, que hayan convertido 200 goles o más. Los jugadores argentinos con más de 200 goles en partidos de liga son: Carlos Bianchi (385), Alfredo Di Stéfano (377), Delio Onnis (363), Ángel Amadeo Labruna (293), Mario Alberto Kempes (276), Juan Carlos Sánchez (266), Oscar Más (261), Herminio Masantonio (259), Diego Armando Maradona (259), Héctor Casimiro Yazalde (252), Carlos Manuel Morete (245), Hugo Ernesto Gottardi (245), Martín Palermo (243), Alberto Federico Acosta (238), José Francisco Sanfilippo (237), Luis Artime (236), Ariel Graziani (235), Gabriel Omar Batistuta (233), Bernabé Ferreyra (232), Manuel Pelegrina (230), Camilo Rodolfo Cervino (227), Atilio Ceferino García (226), José Manuel Moreno (224), Miguel Ángel Brindisi (224), Hugo Horacio Londero (222), Ramón Ángel Díaz (215), Roberto Eugenio Cherro (210), Francisco Varallo (209), Héctor Horacio Scotta (207) y Oswaldo Marcial Palavecino (205). De ellos, se aclara que Onnis nació en Italia, pero se radicó en la Argentina a los 3 años (datos actualizados al 31 de diciembre de 2009).[142]
- Bernabé Ferreyra integra el selecto grupo de los únicos quince jugadores que, en la historia del fútbol mundial, han logrado alcanzar un promedio de más de un gol por partido en su carrera, con una cantidad total de 232 goles en 228 partidos, y un promedio de 1,017 por partido.[142][143] También es el goleador con mejor promedio en campeonatos argentinos: 204 goles en 195 partidos, que resultan en un promedio de 1,04 goles por partido.
- Arsenio Erico es el máximo goleador de la Primera División del fútbol argentino en la era profesional, con 295 goles.[144]
- Diego Armando Maradona fue goleador en cinco campeonatos (Metropolitano 1978, Metropolitano 1979, Nacional 1979, Primera División 1980 y Nacional 1980), siempre en Argentinos Juniors.
- Domingo Tarascone fue goleador de los Juegos Olímpicos de 1928 con 11 goles en cuatro partidos, alcanzando un promedio de 2,75 goles por partido, que constituye un récord en una competencia oficial internacional.[145]
- Norberto Méndez es, junto a Zizinho, el máximo goleador de la Copa América con 17 goles.
- Maximiliano Susán, de Estudiantes de Buenos Aires, es el jugador argentino que más goles hizo en un encuentro, al convertir doce goles al Lomas Athletic Club, al que su equipo venció 18-0 el 25 de mayo de 1909.[146] En el profesionalismo, el récord argentino se encuentra en cabeza de Juan Taverna, de Banfield, quien le convirtió 7 goles a Puerto Comercial de Bahía Blanca, el 6 de octubre de 1974.[147]
- En la lista de defensores más goleadores de la historia mundial, se encuentran cuatro argentinos entre los 10 primeros: 2.º) Daniel Passarella, con 134 goles en 451 partidos de liga; 4.º) Edgardo Bauza, con 108 goles en 499 partidos; 7.º) José Albrecht, con 95 goles en 506 partidos; y 10.º) Juan Rocchia, con 86 goles en 396 partidos.[148]
- El 18 de marzo de 1973, Eduardo Maglioni de Independiente convirtió tres goles (tripleta) en un minuto y 51 segundos. Es récord mundial.[149]
- Carlos Dantón Seppaquercia, de Gimnasia y Esgrima La Plata, tiene el récord por el gol más rápido de la primera división. Lo convirtió frente a Huracán a los 5 segundos de empezado el partido, el 18 de marzo de 1979.
- Carlos Barisio es el arquero argentino con el récord de más tiempo con la valla invicta, logrado en el Campeonato de Primera División 1981 jugando para Ferro Carril Oeste: 1075 minutos (26.º en la historia mundial).[150]
- Amadeo Carrizo ha sido considerado por la FIFA como el mejor portero sudamericano del siglo XX.[151]
- Alfredo Di Stéfano, considerado por la FIFA como el cuarto mejor jugador del siglo XX,[152] integró la Selección argentina en 6 partidos, con la que ganó la Copa América 1947 y la de España en 31, integrando la delegación española en la Copa Mundial de Fútbol de 1962, pero sin jugar.[153][154][155][156]
- José Manuel Moreno, considerado por la FIFA como el 25.º mejor jugador del siglo XX,[152] es el único jugador del mundo que salió campeón en cuatro países: Argentina, México, Colombia y Chile.[157]
- Carlos Castriotta es el jugador más joven en debutar desde la instauración de los campeonatos profesionales en 1931. Fue jugando para Racing Club frente a Rosario Central, el 14 de agosto de 1975, con apenas 13 años, 9 meses y 23 días, en la última jornada del Campeonato Metropolitano 1975.[158] Durante años, y hasta el debut del futbolista Mateo Apolonio jugando para Deportivo Riestra frente a Newell's Old Boys por la Copa Argentina 2024, a la edad de 14 años, este récord le era adjudicado a Sergio Agüero, quien representando a Independiente había debutado con apenas 15 años, 1 mes y 5 días, en la última jornada del Torneo Clausura 2003.
- Varios jugadores de origen argentino, formados futbolísticamente en el país, salieron campeones mundiales jugando para seleccionados de otros países:
  - En la Selección de Italia, campeón en la Copa Mundial de Fútbol de 1934, jugaron Enrique Guaita, Raimundo Orsi, Luis Monti y Atilio Demaría.
  - En la Selección de Francia, campeón en la Copa Mundial de Fútbol de 1998, jugó David Trezeguet.
  - En la Selección de Italia, campeón en la Copa Mundial de Fútbol de 2006, jugó Mauro Camoranesi.
- En la Argentina se inventó la pelota de fútbol moderna, sin tiento, con costura invisible. El invento recibió el nombre de superball y fue realizado en 1931 en la ciudad de Bell Ville, en la Provincia de Córdoba, por Luis Polo, Antonio Tossolini y Juan Valbonesi, dando origen a una extensa industria. En recuerdo del hecho, cada año desde 1994 se realiza en Bell Ville la Fiesta Nacional de la Pelota de Fútbol.
- En la temporada 2017/2018, el arquero de Gimnasia y Esgrima de Jujuy, Javier Burrai, obtuvo el mayor récord de valla invicta en la Primera B Nacional: 933 minutos.
- La peor campaña del fútbol argentino la tiene Deportivo Muñiz en la Primera D. Sacó 1 empate y 15 derrotas en los 16 partidos jugados que duró el torneo de transición 2014, convirtiendo tan solo 3 goles en todo el torneo.
- Lionel Messi es el máximo goleador histórico de la Selección argentina con 98 goles.[159]

## El fútbol en la cultura argentina

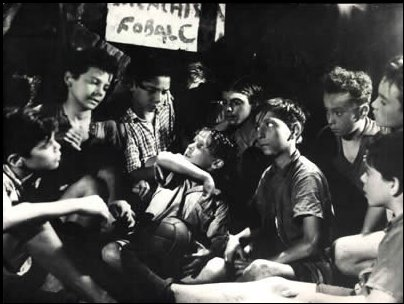
Imagen de la película Pelota de trapo (1948), clásico del cine argentino, que hizo famosa la canción de los "pibes": «Se oye ruido de pelota y no sé lo que será; es el club de Sacachispas que ya viene, que ya viene de ganar».

La importancia del fútbol en la Argentina se ha manifestado de diversas formas en su cultura y actividades artísticas.
El tango, como ha señalado el antropólogo Julián Ponisio, tiene un origen simultáneo y culturalmente interrelacionado con el fútbol "rioplatense": "La tríada potrero-pibe-gambeta... forjó las bases identitarias de un estilo corporal similar al movimiento corporal de la danza del tango, en la manera de entender la práctica del fútbol".
Importantes músicos tangueros compusieron tangos para los equipos de su simpatía, como "Racing Club" (1913) de Vicente Greco, "Independiente Club" y "San Lorenzo de Almagro" (1923) de Agustín Bardi o "El taladro" (1946) de Alfredo de Angelis, entre muchos otros. Los "cracks" también fueron tema para tangos, como "Tarasca solo" y "Ochoíta", grabados por Osvaldo Fresedo en 1928, dedicados a dos jugadores del amateurismo, Domingo Tarascone de Boca y Pedro Ochoa de Racing; del mismo año es "Monti solo", de Alejandro Scarpino, dedicado al capitán de la Selección argentina. En 1933, Francisco Canaro grabó "Bernabé, la fiera", sobre el goleador de River Bernabé Ferreyra. En 1949 Armando Pontier grabó un tango titulado "A José Manuel Moreno". Otro tango notable es "Largue esa Mujica" (1929), de Juan Sarcione, grabada por Carlos Gardel, con una letra que, utilizando todos los nombres de los jugadores de Huracán, construye todo un mensaje en doble sentido ("largue esa Mujica", por "largue esa mujer").
En 1961, Edmundo Rivero grabó el tango "Gol argentino", de Héctor Marcó, y en 1978, Astor Piazzolla compuso Piazzolla '78, una suite futbolística integrada por los temas "Mundial 78", "Marcación", "Penal", "Gambeta", "Golazo", "Wing", "Corner" y "Campeón".
Otros tangos importantes sobre el fútbol son El sueño del pibe, de Reinaldo Yiso y Juan Puey («mamita querida,/ganaré dinero/seré un Baldonedo/un Martino, un Boyé»); "Déjelo señora", de Miguel Bonano y Degrossi («el pelo revuelto, las medias caídas,/los zapatos rotos, de tanto jugar,/una camiseta ya descolorida,/debajo una almita, que sueña ser crack»); "Pelota de cuero", de Edmundo Rivero y Héctor Marcó («mi pálida historia escrita en tus gajos/recorre a dos arcos el verde tapiz»); "La número 5", de Oreste Cufaro y Reinaldo Yiso; "Cero a cero", de Roberto Firpo y Clauso («de que sirve gastarse en gambetas/si tu viejo es como una pared»); "Patadura", de José López Ares y Enrique Carrera Sotelo; y "Mi primer gol", de Miguel Bonano, Horacio Pettorossi y Alejandro Fattorini («ni el foul de tus intenciones/podrá evitar la caída/cuando en la red de tus labios/te acomode el primer gol»).
En el caso del rock argentino, existen algunos temas importantes relacionados con el fútbol, como "Maradó", de Los Piojos («dicen que escapó de un sueño/en casi su mejor gambeta»); "El baile de la gambeta", de la Bersuit Vergarabat («y porque soy de la escuela del Bocha/voy con la fantasía a la estrategia fría»), en alusión a Ricardo Enrique Bochini; "La bengala perdida", de Luis Alberto Spinetta sobre la muerte de un simpatizante de Racing por una bengala arrojada desde la tribuna contraria;.o la metafórica "Gol de mujer", de Divididos. Otros géneros musicales también han producido canciones populares futboleras, como "La mano de Dios", de Rodrigo Bueno («en un potrero forjó una zurda inmortal»), así como "Dame fútbol" y "Simplemente fútbol", de Ignacio Copani («simplemente el juego de la mayoría/que se juega cada día en todos lados»).
En el cine, aún en tiempos del cine mudo, se realizó la película La barra de Taponazo (1932), sobre el goleador Bernabé Ferreyra, que contenía el tango "Taponazo", de Clauso y Armando Tagini («al rematar las jugadas sos tan potente y tan diestro/que el día menos pensado me lo dejás tuerto al sol»). Al año siguiente se destacó la película Los tres berretines (1933), una de las que iniciaron el cine sonoro argentino, interpretada por Luis Sandrini, que desarrolla la idea de que los tres "berretines" (aficiones) de los argentinos eran el tango, el fútbol y el cine. Entre todas las películas sobre fútbol se destaca Pelota de trapo (1948), de Leopoldo Torres Ríos, protagonizada por Armando Bó y el niño Toscanito, considerada un hito del cine argentino.
Otras películas sobre fútbol son ¡Goal! (1936), de Luis José Moglia Barth; El cañonero de Giles (1937), con Luis Sandrini; Sacachispas (1950), con guion de Borocotó; Escuela de campeones (1950), con guion de Homero Manzi; El hincha, (1951) sobre un argumento de Enrique Santos Discépolo y Julio Porter; El hijo del crack (1953), de Leopoldo Torres Ríos y Leopoldo Torre Nilsson; El cura Lorenzo (1954), con Ángel Magaña; El crack (1960), de José A. Martínez Suárez; Pelota de cuero (1963), de Armando Bó; La Raulito (1975), de Lautaro Murúa y con una recordada interpretación de Marilina Ross; La fiesta de todos (1979), de Sergio Renán; Fútbol argentino (1990), con guion de Osvaldo Bayer; El camino de San Diego (2006), de Carlos Sorín; y Metegol (2013), de Juan José Campanella.
En la literatura el tema del fútbol ha estado muy presente, muchas veces como parte del entorno y otras como elemento central de cuentos, poemas, ensayos y obras de teatro. En este campo se destaca la tarea del poeta Roberto Jorge Santoro (secuestrado-desaparecido en 1977), que en su libro Literatura de la pelota (1971) publicó una notable recopilación de obras literarias argentinas con eje temático en el fútbol. El libro reúne 66 trabajos de diversos autores (Horacio Quiroga, Roberto Arlt, Álvaro Yunque, Leopoldo Marechal, Ernesto Sabato, entre otros) y un capítulo final dedicado a "la poesía del hincha", en el que registra los cánticos de los simpatizantes.

Es casi un milagro juntar en un mismo equipo a Gagliardi con Pichón Riviere, a Last Reason con Mujica Lainez, a Murena con Iván Diez, a Sebrelli con Centeya, a Mondiola con Romero Brest. "Lo culto" entremezclado con "lo popular", ya que el fútbol, el fóbal o la pelota, como ustedes quieran llamarlo, es algo que pertenece a cada uno de nosotros porque se impone a todos por pura presencia.
Roberto Santoro

Jorge Luis Borges y Adolfo Bioy Casares escribieron juntos, bajo el seudónimo común de Honorio Bustos Domecq, un cuento titulado Esse est percipi ("Ser es ser percibido"), incluido en el libro Crónicas de Bustos Domecq (1967). En el mismo, Tulio Savastano, presidente de un ficticio club llamado Abasto Juniors, le transmite a Domecq su convicción de que, en realidad, el fútbol es una ficción mediática:

"No hay score ni cuadros ni partidos. Los estadios ya son demoliciones que se caen a pedazos. Hoy todo pasa en la televisión y en la radio. La falsa excitación de los locutores, ¿nunca lo llevó a maliciar que todo es patraña? El último partido de fútbol se jugó en esta capital el día 24 de junio del 37. Desde aquel preciso momento, el fútbol, al igual que la vasta gama de los deportes, es un género dramático, a cargo de un solo hombre en una cabina o de actores con camiseta ante el cameraman".
J. L. Borges y A. Bioy Casares.

El fútbol y la literatura se entrecruzan de una y mil formas en la geografía de la Argentina. Varios de los escritores arriba mencionados pertenecieron a los así recordados como Grupo Florida (Jorge Luis Borges, Leopoldo Marechal) y al Grupo Boedo (Roberto Arlt, Álvaro Yunque). Ambos grupos eran contendientes literarios que se llamaban así porque el primero se reunía en la Confitería Richmond en la calle Florida y el segundo publicaba en la Editorial Claridad y se reunían en el Café El Japonés de avenida Boedo y San Ignacio, siendo El Japonés además el lugar de reunión de la parcialidad de Huracán.
En 2016 se publicó el libro Pelota de papel, una antología de cuentos escritos por futbolistas profesionales como Pablo Aimar, Roberto Bonano, Nicolás Burdisso, Sebastián Saja, Gustavo Adrián López, Javier Mascherano, Jorge Bermúdez, Jorge Valdano, Juan Pablo Sorín y Jorge Sampaoli.
El humor ha sido un espacio importante de recreación de temas futbolísticos, como el popular personaje de historieta Clemente, de Caloi, un ser sin manos identificado con el "hincha" argentino, o Éber Ludueña, un personaje de ficción creado e interpretado por Luis Rubio, que representa a un exfutbolista de segunda división, y Minguito Tinguitella, célebre personaje del comediante Juan Carlos Altavista.
Entre el humor y la literatura, de gran importancia son los relatos sobre fútbol de Roberto Fontanarrosa (El fútbol es sagrado, 19 de diciembre de 1971, Fontanarrosa de Penal, Área 18, Fontanarrosa es Mundial), Osvaldo Soriano (Arqueros, Ilusionistas y Goleadores), Alejandro Dolina (Apuntes del fútbol en Flores, El tipo que pasaba por ahí, Instrucciones para elegir en un picado) y Eduardo Sacheri (Esperándolo a Tito y otros cuentos de fútbol). Entre el periodismo, la literatura y el teatro, también se destaca la tarea radial de Alejandro Apo.
En teatro se destacan la ya mencionada obra Los tres berretines y El centroforward murió al amanecer, de Agustín Cuzzani, clásico del teatro argentino, en la que un crack es comprado por un coleccionista. En poesía se destaca un notable libro de Bernardo Canal Feijóo, Penúltimo poema del fútbol, publicado en 1924.